# Lista de abreviaturas do nome de botânicos e micologistas
Lista de abreviaturas de botânicos e micologistas é uma lista das abreviaturas padronizadas utilizadas para identificar os autores da descrição original de taxa de plantas e fungos. As abreviaturas incluidas são as aprovadas para o uso internacional.

## A
- Aa — Hubertus Antonius van der Aa
- A.A.Afzel. — Arvid August Afzelius
- A.A.Bystrov — Aleksei Aleksandrovich Bystrov
- A.A.Cocucci — Andrea A. Cocucci
- A.A.Eaton — Alvah Augustus Eaton
- A.A.Foster — A.A. Foster
- Aagesen — Lone Aagesen
- A.Agostini — Angela Agostini
- Aalders — Lewis Eldon Aalders
- A.Alexander — Arthur Alexander bot
- Aalto — Marjatta Aalto
- A.Anderson — Alexander Anderson
- A.Arber — Agnes Arber
- Aario — Leo Eino Aario
- Aarón Rodr. — Aarón Rodríguez
- Aarons. — Aaron Aaronsohn
- Aas — O. Aas
- A.A.Sáenz — A.A. Sáenz
- Aasamaa — Heinrich Aasamaa
- Aase — Hannah Caroline Aase
- Aasen — Ivar Andreas Aasen
- A.A.Weber — A.Alois Weber
- Abadie — F. Abadie
- Abadj. — V. Abadjieff
- Abalo — José E. Abalo
- A.B.Anderson — Anthony Benett Anderson
- A.Barbero — Andres Barbero
- Abarca — Lourdes Abarca
- Abassi — L. Abassi Maaf
- A.Bassi — Agostino Bassi
- Abbayes — Henry Nicollon Des Abbayes
- Abat — Abat
- Abawi — George S. Abawi
- A.Bayer — A. Bayer
- Abbar. — N.R. Abbareddy
- Abbayes — Henry Nicollon des Abbayes
- Abbiatti — Delia Abbiatti
- Abbot — John Abbot
- Abdulk. — Maithum A. Abdulkadder
- A.Becker — Alexander Becker
- Abel. — Clarke Abel
- A.Benn. — Arthur Bennett
- Abercr. — John Abercrombie
- A.Berg — Alexander Berg
- A.Berger — Alwin Berger
- A.Berl. — Antonio Berlese
- A.B.Frank — Albert Bernhard Frank
- Abildg. — Peter Christian Abildgaard
- A.Bishop — Ann Bishop
- A.Biswas — Anjali Biswas
- A.B.Jacks. — Albert Bruce Jackson
- A.Blytt — Axel Gudbrand Blytt
- A.Br. — Addison Brown
- Abramov — Ivan N. Abramov
- Abramova — Anastasia Laurentievna Abramova
- Abrams — LeRoy Abrams
- Abramyan — D.G. Abramyan
- A.Braun — Alexander Karl Heinrich Braun
- Abrom. — Johannes Abromeit
- a.C.A.Aguiar — Ana Cristina Andrade de Aguiar
- A.Cabrera — Ángel Cabrera Latorre
- A.Cajander — Aimo Aarno Antero Cajander
- A.Camus — Aimée Antoinette Camus
- A.Carter — A. Carter
- A.Cast. — Alberto Castellanos
- A.Castillo — Aurelio Castillo
- A.Castro — Adriano Castro
- a.C.Baker — A.C. Baker
- Acebey — Amparo Acebey
- Acerbi — Giuseppe Acerbi
- a.C.Foster — Arthur Crawford Foster
- Ach. — Erik Acharius
- A.Chev. — Auguste Jean Baptiste Chevalier
- Ackerman — James D. Ackerman
- a.C.Sm. — Albert Charles Smith
- Acuña — Julián Acuña Galé
- Acht. — Boris T. Achtarov
- Acleto — César Acleto Osorio
- A.Cunn. — Allan Cunningham
- a.C.White — Alain Campbell White
- Adachi — Rokuro Adachi
- Adametz — L. Adametz
- Adamović — Lujo Adamović
- Adams — Johann Friedrich Adam
- Adamson — Robert Stephen Adamson
- Adans. — Michel Adanson
- A.DC. — Alphonse Pyrame de Candolle
- Ade — Alfred Ade
- A.D.Hall — Alfred Daniel Hall
- A.D.Hawkes — Alex Drum Hawkes
- A.Dicks. — Alexander Dickson
- A.Dietr. — Albert Gottfried Dietrich
- Ad.Mey. — Adolf Meyer botánico
- A.D.Orb. — Alcide d'Orbigny
- Adr.Bartoli — Adriana Bartoli
- Adr.Juss. — Adrien-Henri de Jussieu
- Ad.Targ.Tozz. — Adolfo Targioni Tozzetti
- Aebi — Bertha Aebi
- A.E.Br. — A.E. Brown
- Aedo — Carlos Aedo
- A.E.Estrada — Andrés Eduardo Estrada-Castillón
- A.E.González — Aldo E. González
- A.E.Hoffm. — Adriana E. Hoffmann
- A.Ehrlich — Aline Ehrlich
- Aellen — Paul Aellen
- A.E.Martic. — Alicia Eugenia Marticorena
- A.E.Martinez — Alicia E. Martinez
- A.E.Murray — Albert Edward Murray
- A.E.Ortmann — Arnold Edward Ortmann
- Aepnel. — C. Aepnelaeus
- A.E.Rodr. — A.E. Rodríguez
- A.E.Rossi — Albert E. Rossi
- A.E.Siebert — Arthur E. Siebert
- A.Evans — Alexander William Evans
- A.-E.Wolf — Anne-Elizabeth Wolf
- Afan. — C.S. Afanassiev
- A.F.Baker — Ailsie F. Baker
- A.F.Barbosa — A.F. Barbosa
- A.Fedtsch. — Alexei Pavlovich Fedchenko
- A.Froehner — Albrecht Froehner
- Afzel. — Adam Afzelius
- A.Fernández — Alvaro Fernández-Pérez
- Affolter — James M. Affolter
- Afrikyan — R. Afrikyan
- A.F.W.Schmidt — Alexander Friedrich Wolfgang Schmidt
- A.Galán — Antonio Galán de Mera
- A.G.Andrade — Aydil Grave de Andrade
- Agardh — Carl Adolph Agardh
- Agassiz — Louis Agassiz
- A.Geiger — Arthur Geiger
- Agelop. — Johann Agelopoulos
- Agerer — Reinhard Agerer
- Aggeenko — Wladimir Naumowitsch Aggeenko
- Aggery — Anna Berthe Emma Aggery
- A.Gibson — Alexander Gibson bot
- A.G.Jones — Almut Gutter Jones
- A.G.Mill. — Anthony G. Miller
- Agnew — Andrew David Quentin Agnew
- Agnihothr. — V. Agnihothrudu
- Agnihotri — V.P. Agnihotri
- A.González — Antonino González
- Agosti — Giuseppe Agosti
- A.G.Parrot — Aimé Georges Parrot
- A.G.Peltier — A.G. Peltier
- Agra — Maria de Fátima Agra
- A.Granda — Arturo Granda
- A.Grau — Alfredo Grau
- A.Gray — Asa Gray
- Agst. — Etienne Agsteribbe
- Aguil. — Antoni Aguilella
- Aguiar — Joaquim Macedo de Aguiar
- Aguirre-Olav. — Ignacio Aguirre-Olavarrieta
- Å.Gust. — Åke Gustafsson
- A.G.Wilson — Alfred Gurney Wilson
- A.Ham — Arthur Hamilton
- A.Hancock — A. Hancock
- A.Hässl. — Arne Hässler
- Ahearn — Donald G. Ahearn
- A.Heller — Amos Arthur Heller
- A.Henry — Augustine Henry
- A.H.Evans — Arthur Humble Evans
- A.H.Gentry — Alwyn Howard Gentry
- Ahmadjian — Vernon Ahmadjian
- A.H.Holmgren — Arthur Hermann Holmgren
- A.H.K.Petrie — Arthur Hill Kelvin Petrie
- Ahlb. — Hermann Albuch
- A.H.S.Br. — Agnes H.S. Brown
- A.H.Sm. — Alexander Hanchett Smith
- A.H.Sturtev. — Alfred Henry Sturtevant
- Ahlfvengren — Fredrik Elias Ahlfvengren
- A.Hofm. — Adolf Hofmann
- A.H.S.Lucas — Arthur Henry Shakespeare Lucas
- Ahti — Teuvo Ahti
- A.Huber — A. Huber
- A.Huet — Alfred Huet du Pavillon
- Ahumada — Luisa Zulema Ahumada
- A.Iltis — A. Iltis
- Airy Shaw — Herbert Kenneth Airy Shaw
- Aitch. — James Edward Tierney Aitchison
- Aiton — William Aiton
- Aizpuru — Iñaki Aizpuru
- A.J.Br. — A.J. Brown
- A.J.E.Sm. — Anthony John Edwin Smith
- A.J.Hend. — Andrew James Henderson
- A.J.Hoffm. — Alicia J. Hoffmann
- A.J.M.Baker — Alan John Martin Baker
- A.J.Scott — Andrew John Scott
- A.J.Shaw — Arthur Jonathan Shaw
- A.Juss. — Adrien-Henri de Jussieu
- Aké Assi — Laurent Aké Assi
- Åke Berg — Åke Berg
- A.Kern. — Anton Joseph Kerner von Marilaun
- A.Koch — Andrea Koch
- A.K.Skvortsov — Alexei Konstantinovich Skvortsov
- A.Kumar — Arun Kumar
- A.K.Watson — A.K. Watson
- Alain — Hermano Alain
- Alas. — S.O. Alasoadura
- Alava — Reino O. Alava
- Alavi — S.A. Alavi
- Alb. — Johannes Baptista von Albertini
- Al-Bader — Salah M. Al-Bader
- Albeq. — I.L.d' Albequerque
- Al-Bermani — A.K.K.A. Al-Bermani
- Alb.Mey. — Albert Meyer
- Albo — Giacomo Albo
- Albov — Nicholas Mikhailovic Albov (Alboff)
- Al.Brongn. — Alexandre Brongniart
- Alb.Schmidt — Albert Schmidt
- Albuq. — Byron Wilson Pereira de Albuquerque
- Aldrovandi — Ulisse Aldrovandi
- Alechin — Vasilii Vasilievich Alechin
- Alef. — Friedrich Christoph Wilhelm Alefeld
- Alexander — Edward Johnston Alexander
- Alex Br. — Alex Brown
- Alf.Schmidt — Alfred Schmidt
- A.Licht. — August Gerhard Gottfried Lichtenstein
- All. — Carlo Allioni
- Allan — Harry Howard Barton Allan
- Alleiz. — Charles d'Alleizette
- Al.Lehm. — Alexander Lehmann
- Allem — Antonio Costa Allem
- Allemão — Francisco Freire Allemão
- Almeida — Joaquim de Almeida
- Alonso — F.L. Alonso
- Á.Löve — Áskell Löve
- Almq. — Sigfrid Oskar Immanuel Almquist
- A.Lorenz — Annie Lorenz
- Alph.Wood — Alphonso Wood
- Alpino — Prospero Alpini
- Alsch. — Andreas Alschinger
- Al-Shehbaz — Ihsan Ali Al-Shehbaz
- Alsina — Mercedes Alsina Aser
- Alsop — R. Alsop
- A.L.Sm. — Annie Lorrain Smith
- Alston — Arthur Hugh Garfit Alston
- Alstr. — Clas Alströmer
- Alstrup — Vagn Alstrup
- Altam. — Fernando Altamirano
- Altamura — Luciano Altamura
- Altschul — Siri Sylvia Patricia von Reis Altschul
- A.Lucas — A. Lucas
- Alvarado — Sergio Alvarado
- Alves-da-Silva — Sandra Maria Alves-da-Silva
- Alzate — Fernando Alzate Guarin
- A.M.Adamson — Alastair Martin Adamson
- Amaral — Ayrton Amaral
- A.Martínez — Argentino Martínez
- Ambrosi — Francesco Ambrosi
- A.M.Carter — Annetta Mary Carter
- A.M.Carvalho — André Maurício Vieira de Carvalho
- Ames — Oakes Ames
- A.M.Evans — A.Murray Evans
- A.M.J.Watson — Alice Marie Johnson Watson
- Amici — Giovanni Battista Amici
- Amman — Johann Amman
- Ammirati — Joseph F. Ammirati
- Amo — Mariano del Amo y Mora
- Amoreux — Pierre-Joseph Amoreux
- A.M.Ragonese — Ana María Ragonese
- A.M.Sm. — Annie Morrill Smith
- A.M.Sm.bis — A.M. Smith
- Amstutz — Erika Amstutz
- A.Murray — Andrew Murray
- A.N.Brooks — Albert Nelson Brooks
- An.Castillo — Anibal Castillo
- Anderb. — Arne Anderberg
- Andersen — Johannes Carl Andersen
- Anderson — James Anderson
- Andersson — Nils Johan Andersson
- Ando — Hisatsugu Ando
- Andrade-Lima — Arturo Dardano de Andrade-Lima
- Andrae — Carl Justus Andrae
- Andrasovszky — József Andrasovszky
- André — Éduard-François André
- Andreas — Charlotte Henriette Andreas
- Andreetta — Ángel Andreetta
- Andrews — Henry Charles Andrews
- Andronov — Nicolai Matveevich Andronov
- Andrz. — Antoni Lukianovich Andrzejowski
- A.Nelson — Aven Nelson
- Àngel — Francesc Àngel
- Angely — João Alberto Angely
- Ångström — Johan Ångström
- An.Kumar — Anand Kumar
- anon. — Autor anônimo, desconhecido
- Ant. — Franz Antoine
- Antezana — Carola Antezana
- Ant.González — Antonio González
- Anth.Berg — Anthony Berg
- Ant.Juss. — Antoine de Jussieu
- Ant.Molina — Antonio Molina
- Antoine — Franz Antoine
- Anton — Ana Maria Anton
- Antonín — Vladimír Antonín
- Ant.Schmidt — Antal Schmidt
- Ant.Targ.Tozz. — Antonio Targioni Tozzetti
- A.O.Araujo — Andréa Onofre de Araujo
- A.Ortega — Antonio Ortega
- A.Panizzi — Antonio Panizzi
- Aparicio — Abelardo Aparicio
- A.P.Berg — A.P. van den Berg
- A.P.Br. — Andrew Phillip Brown
- A.Pearson — Arthur Anselm Pearson
- A.P.Khokhr. — Andrej Pavlovich Khokhrjakov
- A.P.M.Sm. — Anna Petronella Maria Smith
- Appel — Friedrich Carl Louis Otto Appel
- A.P.Poole — A.P. Poole
- A.Racov. — Angela Racovitza
- Aramb. — Angélica M. Arambarri
- A.R.A.Taylor — A.R.A. Taylor
- A.R.Bean — Anthony R. Bean
- Arbeláez — Alba Luz Arbeláez Álvarez
- Ar.Benn. — Arthur Bennett
- Arbo — Maria Mercedes Arbo
- A.R.Clapham — Arthur Roy Clapham
- Arcang. — Giovanni Arcangeli
- Ard. — Pietro Arduino
- Ardoino — Honoré Jean Baptiste Ardoino
- Areces — L. Alberto E. Areces-Mallea
- Arechav. — José Arechavaleta
- Arenas — José Arenas
- Arènes — Jean Arènes
- Aresch. — John Erhard Areschoug
- A.Rich. — Achille Richard
- Ariza — Luis Ariza Espinar
- Arm. — Edward Armitage
- A.R.Martin — Anton Rolandsson Martin
- Armbr. — W.Scott Armbruster
- Arn. — George Arnott Walker Arnott
- Arnaiz — C. Arnaiz
- Arnold — Ferdinand Christian Gustav Arnold
- Arnott — George Arnott Walker Arnott
- A.Rob. — A. Robinson
- A.Robyns — Andre Georges Marie Walter Albert Robyns
- Arora — David Arora
- Arráb. — D. Francisco Antonio de Arrábida
- Arriaga — Mirta O. Arriaga
- Arriagada — Jorge E. Arriagada
- Arrigoni — Pier Virgilio Arrigoni
- Arrill. — Pedro Arrillaga
- Arrondeau — Étienne Théodore Arrondeau
- Arroyo — Mary Therese Kalin Arroyo
- Arruda — Manoel Arruda da Cámara
- A.R.Schmidt — Alexander R. Schmidt
- A.R.Sm. — Alan Reid Smith
- Artemczuk — Ivan Vlasovich Artemczuk
- Arthur — Joseph Charles Arthur
- Art.Mey. — Arthur Meyer
- Arv. — Lars Arvidsson
- Arvat — A. Arvat
- Arv.Kumar — Arvind Kumar
- Arv.-Touv. — Jean Maurice Casimir Arvet-Touvet
- A.R.White — A. Robin White
- Arx — Joseph Adolph von Arx
- A.Samp. — Alberto José de Sampaio
- Asch. — Paul Friedrich August Ascherson
- A.Schimp. — Andreas Franz Wilhelm Schimper
- A.Schüssler — Arthur Schüssler
- Aseg. — Carlos Aseginolaza
- A.Segura — Antonio Segura Zubizarreta
- A.S.Foster — Adriance Sherwood Foster
- A.S.George — Alexander Segger George
- Ashe — William Willard Ashe
- Ash.Kumar — Ashok Kumar
- A.Sinclair — Andrew Sinclair
- A.S.Mull. — Albert Stanley Muller
- A.Soriano — Alberto Soriano
- Aspegren — Georg Carsten Aspegren
- Aspl. — Erik Asplund
- A.Spreng. — Anton Sprengel
- Assis — Marco Antônio de Assis
- Asso — Ignacio Jordán Claudio de Asso y del Río
- A.Stahl — Agustín Stahl
- A.S.Taylor — A.S. Taylor
- Asteg. — Marta E. Astegiano
- A.St.-Hil. — Augustin Saint-Hilaire
- A.S.Wilson — Alexander Stephen Wilson
- Atahuachi — Margoth Atahuachi
- A.Taylor — Adam Taylor
- A.Thouars — Abel Aubert du Petit-Thouars
- Atk. — William Sackston Atkinson
- A.T.Martínez — Angel T. Martínez
- Aubl. — Jean Baptiste Christian Fusée-Aublet
- Aubrév. — André Aubréville
- Aucher — Pierre Martin Remi Aucher-Eloy
- Audouin — Jean Victor Audouin
- Audubon — John James Audubon
- Auersw. — Bernhard Auerswald
- Aug.Lehm. — August Lehmann
- Aug.Mey. — August Meyer
- Auriv. — Carl Wilhelm Samuel Aurivillius
- Ausserdorfer — Anton Ausserdorfer
- Austin — Coe Finch Austin
- A.V.Bobrov — Alexey Vladimir Bobrov
- Avé-Lall. — Julius Leopold Eduard Avé-Lallemant
- Aver. — Leonid Averyanov
- Av.Fernández — Aveliano Fernández
- A.V.Hall — Anthony Vincent Hall
- A.V.Roberts — Andrew Vaughan Roberts
- Av.-Saccá — Rosario Averna-Saccá
- A.W.Benn. — Alfred William Bennett
- A.W.Douglas — Andrew W. Douglas
- A.Weber — Anton Weber
- A.W.F.Schmidt — Adolf Wilhelm Ferdinand Schmidt
- A.W.Hill — Arthur William Hill
- A.W.Howitt — Alfred William Howitt
- A.Wigg. — Heinrich August Ludwig Wiggers
- A.Wilson — Albert Wilson
- A.Wolff — A. Wolff
- A.Wood — Alphonso Wood
- A.W.Wilson — Andrew W. Wilson
- Axelrod — Daniel Isaac Axelrod
- Ayala — Franklin Ayala
- Ayasligil — Y. Ayasligil
- Ayensu — Edward S. Ayensu
- Ayer — François Ayer
- Ayers — Theodore Thomas Ayers
- Aymard — Gerardo A. Aymard
- Aymonin — Gerard Guy Aymonin
- Ayob. — Francois-Xavier Ayobangira
- Ayouty — E.E.L. Ayouty
- Ayres — William Port Ayres
- Ayta — Zeki Ayta
- Ayyangar — C.R. Ayyangar
- Azara — Félix de Azara
- Aznav. — G. V. Aznavour
- Azpeitia — Florentino Azpeitia y Morós

## B
- Baad — Michael Francis Baad
- Baagoe — Johannes Schonberg Baagoe
- Baar — Paul Baar
- Baard — S.W. Baard
- Baardseth — Egil Baardseth
- Baas — Pieter Baas
- Baas-Beck. — L.G.M. Baas-Becking
- Baath — E. Baath
- Bab. — Charles Cardale Babington
- Babacauh — K.D. Babacauh
- Babajan — A.A. Babajan
- Babal. — Dimitrios Babalonas
- Babc. — Ernest Brown Babcock
- Babcock — Ernest Brown Babcock
- Babel — William Keith Babel
- Babenko — Babenko
- Babeva — I.P. Babeva
- Babey — Claude Marie Philibert Babey
- Babos — Margit G. Babos
- Babu — Cherukuri Raghavendra Babu
- Baburina — A.A. Baburina
- Babushk. — I.N. Babushikina
- Bacc. — Pasquale Baccarini
- Bacchetta — Gianluigi Bacchetta
- Bacelar — J.J.A.H. de Bacelar
- Bach — Michael Bach
- Bachel — Hieronymous Bachel
- Bachinger — Augustin Bachinger
- Bachl. — Gregor Bachlechner
- Bachm. — Franz Ewald Theodor Bachmann
- Bach.Pyl. — Jean-Marie Bachelot de La Pylaie
- Bach.-Raich. — A.A. Bachinskaya-Raichenko
- Bacig. — Rimo Charles F. Bacigalupi
- Bacigalupo — Nélida María Bacigalupo
- Back — Abraham Back
- Backeb. — Curt Backeberg
- Backer — Cornelis Andries Backer
- Backh. — James Backhouse
- Backlund — Anders Backlund
- Badaro — Giovanni Battista Badaro
- Badurowa — Maria Badurowa
- Baechle — Mark D. Baechle
- Baechler — Baechler
- Baehni — Charles Baehni
- Baen. — Carl Gabriel Baenitz
- Baenitz — Carl Gabriel Baenitz
- Baensch — Ulrich B. Baensch
- Baer — Karl Ernst von Baer
- Baerecke — John Frederick Baerecke
- Baerts — F. Baerts
- Baesecke — Paul Baesecke
- Baez — Juan Romualdo Baez
- Baeza — Víctor Manuel Baeza
- Bagnall — James Eustace Bagnall
- B.A.Gomes – Bernardino António Gomes (1806-1877) [2]
- Bahadur — Kunwar Naresh Bahadur
- Baehni — Charles Baehni
- Bailey — Frederick Manson Bailey
- Baill. — Henri Ernest Baillon
- Baillet — Casimir Celestin Baillet
- Bailly — Emile Bailly
- Bain — Samuel McCutcheon Bain
- Bainier — Georges Bainier
- Baker — John Gilbert Baker
- Baker f. — Edmund Gilbert Baker
- Baksay — Leona Baksay
- Balansa — Benedict Balansa
- Balb. — Giovanni Battista Balbis
- Bald. — Antonio Baldacci
- Baldwin — William Baldwin
- Balech — Enrique Balech
- Balf. — John Hutton Balfour
- Balf.f. — Isaac Bailey Balfour
- Balk. — B.E. Balkovsky
- Ball — John Ball
- Ballant. — Henry Ballantine
- Ballard — Francis Ballard
- Ballest. — Enric Ballesteros
- Bals.-Criv. — Giuseppe Gabriel Balsamo-Crivelli
- Balslev — Henrik Balslev
- Ban — Nguyen Tien Ban
- Bancr. — Edward Nathaniel Bancroft
- Bandala — Víctor M. Bandala
- Bandet — E.A.R.F. Bandet
- Bandi — Walter Bandi
- Bandoni — Robert J. Bandoni
- Bandyop. — S. Bandyopadhyay
- Banerji — M.L. Banerji
- Bang — Niels Bang
- Bange — A.-J. Bange
- Banik — Mark T. Banik
- Banister — John Banister
- Banker — Howard James Banker
- Banks — Sir Joseph Banks
- Banning — Mary Elizabeth Banning
- Banno — T.J. Banno
- Banu — Zakia Banu
- Banwell — A.David Banwell
- Banyai — Janos Banyai
- Banyard — B.J. Banyard
- Bañares — Ángel Bañares
- Baranova — M.V. Baranova
- Barbero — Marcel Barbero
- Barbeu — Jacques Barbeu du Bourg
- Barbieri — Paolo Barbieri
- Barbosa — Luis Agosto Grandvaux Barbosa
- Barbour — W.J. Barbour
- Barboza — Gloria E. Barboza
- Barb.Per. — A. Barbosa Pereira
- Barb.Rodr. — João Barbosa Rodrigues
- Barc. — Francisco Barceló y Combis
- Bárcena — Mariano de la Bárcena
- Barnes — Charles Reid Barnes
- Barfod — Anders Sánchez Barfod
- Barnhart — John Hendley Barnhart
- Barkoudah — Youssef Ibrahim Barkoudah
- Bard.-Vauc. — Martine Bardot-Vaucoulon
- Barkworth — Mary Barkworth
- Barn. — François Marius Barnéoud
- Barnadez — Miguel Barnadez
- Barneby — Rupert Charles Barneby
- Barnett — Euphemia Cowan Barnett
- Barnhart — John Hendley Barnhart
- Barnola — Joaquín María de Barnola
- Barr — Peter Barr
- Barra — Alfredo Barra Lázaro
- Barrande — Joachim Barrande
- Barrandon — Auguste Barrandon
- Barratt — Joseph Barratt
- Barrasa — José Maria Barrasa
- Barratte — Jean François Gustave Barratte
- Barreno — Eva Barreno
- Barreña — José Antonio Barreña
- Barrera — Ildefonso Barrera Martínez
- Barrère — Pierre Barrère
- Barrington — David Stanley Barrington
- Barros — Manuel Barros bot
- Barroso — Liberato Joaquim Barroso
- Bartal. — Biagio Bartalini
- Barth — József Barth
- Barthlott — Wilhelm Barthlott
- Bartl. — Friedrich Gottlieb Bartling
- Bartlett — Harley Harris Bartlett
- Bartoli — Antonella Bartoli
- Barton — Benjamin Smith Barton
- Bartram — John Bartram
- Bas — Cornelis Bas
- Basil. — Nina Alexandrovna Basilevskaja
- Basiner — Theodor Friedrich Julius Basiner
- B.A.Sm. — Brian A. Smith
- Bassi — Ferdinando Bassi
- Bassino — J.-P. Bassino
- Bässler — Manfred Bäßler
- Basso — Maria Teresa Basso
- Basson — P.W. Basson
- Bast. — Toussaint Bastard
- Bastard — Toussaint Bastard
- B.A.Stein — Bruce Alan Stein
- Baster — Job Baster
- Basualdo — Isabel Basualdo
- Bat. — Augusto Chaves Batista
- Bataille — Frederic Bataille
- Batal. — Alexander Theodorowicz Batalin
- Batalin — Alexander Theodorowicz Batalin
- Batch. — Frederick William Batchelder
- Bateman — James Bateman
- Bates — John Mallory Bates
- Batsch — August Johann Georg Karl Batsch
- Batt. — Jules Aimé Battandier
- Baum — Bernard René Baum
- Baumann — Constantin Auguste Napoléon Baumann
- Baum.-Bod. — Marcel Gustav Baumann-Bodenheim
- Baumg. — Johann Christian Gottlob Baumgarten
- Bavoux — Vital Bavoux
- Baxter — William Baxter
- Bay — Jens Christian Bay
- Bayle-Bar. — Guiseppe Bayle-Barelle
- Bayl.Ell. — Jessie Sproat Bayliss Elliott
- Baylet — J. Baylet
- Baylis — Edward Baylis
- Bayly — Michael James Bayly
- B.Bates — Brian Bates
- B.Baumann — Brigitte Baumann
- B.Boivin — Joseph Robert Bernard Boivin
- B.Braun — Bernhard Braun
- B.B.Simpson — Beryl Britnall Simpson
- B.Clément — B. Clément
- B.C.Stone — Benjamin Clemens Masterman Stone
- B.C.Turner — Barbara C. Turner
- B.D.Greene — Benjamin Daniel Greene
- B.Díez — Blanca Díez
- B.D.Jacks. — Benjamin Daydon Jackson
- Bé — Allan W.H. Bé
- Beadle — Chauncey Delos Beadle
- Beal — Joseph Beal Steere
- Beaman — John Homer Beaman
- Bean — William Jackson Bean
- Beatson — Alexander Beatson
- Beattie — Rolla Kent Beattie
- Beauv. — Ambroise Marie François Joseph Palisot de Beauvois
- Beauvais — P. Beauvais
- Beauverd — Gustave Beauverd
- Beauvis. — Georges Eugène Charles Beauvisage
- Becc. — Odoardo Beccari
- Becerra — Edwin Becerra Gonzáles
- Becherer — Alfred Becherer
- Bechst. — Johann Matthäus Bechstein
- Beck — Günther von Mannagetta und Lërchenau Beck
- Becker — Johannes Becker
- Bedd. — Richard Henry Beddome
- Beeby — William Haddon Beeby
- Beech — F.W. Beech
- Beechey — Frederick William Beechey
- Beenken — Ludwig Johann Christoph Beenken
- Beentje — Henk Jaap Beentje
- Beetle — Alan Ackerman Beetle
- Beger — Herbert K. E. Beger
- Bég. — Augusto Béguinot
- Behnke — Heinz-Dietmar Behnke
- Behr — Hans Hermann Behr
- Behrendsen — Werner Behrendsen
- Beij. — Martinus Willem Beijerinck
- Beilschm. — Carl Traugott Beilschmied
- Beille — Lucien Beille
- Beilschm. — Carl Traugott Beilschmied
- Beissn. — Ludwig Beissner
- Beitel — Joseph M. Beitel
- Bél. — Charles Paulus Bélanger
- Bellardi — Carlo Antonio Lodovico Bellardi
- Belli — Saverio Carlo Belli
- Bello — Domingo Bello y Espinosa
- Bellot — Francisco Bellot Rodríguez
- Bell Salter — Thomas Bell Salter
- Beloserky — R. N. Beloserky
- Belmonte — Dolores Belmonte
- Beltrán — Francisco Beltrán
- Beltrán-Tej. — Esperanza Beltrán-Tejera
- Belyaeva — Vera Alexandrovna Belyaeva
- Benítez — Carmen E. Benítez de Rojas
- Benito — Javier Benito
- Benito Alonso — José Luis Benito Alonso
- Benjamin — Ludwig Benjamin
- Benn. — Johannes Joseph Bennett
- Benoist — Raymond Benoist
- Benoit — M.A. Benoit
- Ben-Sasson — Rivka Ben-Sasson
- Bensemann — Hermann Bensemann
- Bensin — Basil Mitrofanovich Bensin
- Benson — Robson Benson
- Benth. — George Bentham
- Benthem — J.van Benthem
- Bentley — Robert Bentley
- Benz — Robert von Albkron Benz
- B.E.Pearson — Barbara E. Pearson
- Bequaert — Joseph Charles Bequaert
- Berazaín — Rosalina Berazaín
- Bercht. — Bedřich Všemír Berchtold
- Berg — Ernst von Berg
- Bergeret — Jean Bergeret
- Bergey — David Hendricks Bergey
- Berggr. — Sven Berggren
- Bergh — Rudolph Sophus Bergh
- Bergius — Peter Jonas Bergius
- Berk. — Miles Joseph Berkeley
- Berkhout — Christine Marie Berkhout
- Berl. — Augusto Napoleone Berlese
- Berlin — Johan August Berlin
- Berman — J.D. Berman
- Bernal — Henry Yesid Bernal
- Bernard — Pierre Frédéric Bernard
- Bernardello — Luis M. Bernardello
- Bernardi — Luciano Bernardi
- Bernardin — Jacques Henri Bernardin de Saint Pierre
- Bernh. — Johann Jakob Bernhardi
- Bernis — Francisco Bernis
- Bernoulli — Carl Gustav Bernoulli
- Bert — Jean-Jacques Bert
- Bertault — R. Bertault
- Bertea — Paul Bertea
- Bertero — Carlo Luigi Giuseppe Bertero
- Berth. — Sabino Berthelot
- Berthault — François Berthault
- Berthel. — Sabin Berthelot
- Berthet — Paul Berthet
- Berthier — Jacques Berthier
- Berthold — Gottfried Dietrich Wilhelm Berthold
- Berthoum. — G.Victor Berthoumieu
- Bertill. — Louis-Adolphe Bertillon
- Bertin — Pierre Bertin
- Bertini — S. Bertini
- Bertol. — Antonio Bertoloni
- Bertol. f. — Giuseppe Bertoloni
- Bertolino — V. Bertolino
- Berton — M.C. Berton
- Bertoni — Moisés de Santiago Bertoni
- Bertova — Lydia Bertova
- Bertram — Ferdinand Wilhelm Werner Bertram
- Bertrand — Marcel C. Bertrand
- Bertsch — Karl Bertsch
- Bertuch — Friedrich Justin Bertuch
- Bertullo — V.H. Bertullo
- Bertus — A.L. Bertus
- Bessey — Charles Bessey
- Besler — Basilius Besler
- B.E.Sm. — Budd E. Smith
- Besser — Wilibald Swibert Joseph Gottlieb von Besser
- Bettfr. — Karl Bettfreund
- Beyer — Rudolf Beyer
- B.F.Benz — Bruce F. Benz
- B.Fitz Maur. — Betty Fitz Maurice
- B.F.Zheng — Bao Fu Zheng
- B.G.Schub. — Bernice Giduz Schubert
- B.H.Allen — Bruce H. Allen
- B.Harr.Sm. — Benjamin Harrison Smith
- B.Hofm. — Bernd Hofmann
- B.H.Sm. — Benjamin Hayes Smith
- B.Hyland — Bernard Patrick Matthew Hyland
- Biasol. — Bartolomeo Biasoletto
- Bieb. — Friedrich August Marschall von Bieberstein
- Bigelow — Jacob Bigelow
- Bihari — Gyula Bihari
- Billb. — Gustav Johann Billberg
- Billot — Paul Constant Billot
- Binz — August Binz
- Bir — Sarmukh Singh Bir
- Biradar — N.V. Biradar
- Biraghi — A. Biraghi
- Birari — S.P. Birari
- Birch-And. — Peter Birch-Andersen
- Birchf. — Wray Birchfield
- Bird — C.G. Bird
- Birdsey — Monroe Robert Birdsey
- Birdsong — Arnold Birdsong
- Birdw. — George Christopher Molesworth Birdwood
- Biria — J. A. J. Biria
- Birk — L.A. Birk
- Birnie — Steven Birnie
- Bisch. — Gottlieb Wilhelm Bischoff
- Bischoff — Gottlieb Wilhelm Bischoff
- Bishop — David Bishop
- Bisse — Johannes Bisse
- Bissing — Donald R. Bissing
- Biswas — Kalipada P. Biswas
- Bitter — Friedrich August Georg Bitter
- Bittrich — Volker Bittrich
- Biv. — Antonius de Bivona-Bernardi
- Bizot — Maurice Louis Jean Bizot
- B.J.Jacobsen — Barry J. Jacobsen
- Bizzarri — Maria Paola Bizzarri
- B.Jiménez — B. Jiménez
- B.J.Sm. — Brendan J. Smith
- Bjurzon — Jonas Bjurzon
- B.Juss. — Bernard de Jussieu
- B.K.Simon — Bryan Kenneth Simon
- B.K.V.Kumar — B.K.Vijay Kumar
- Bl. — Carl Ludwig Blume
- Blainv. — Henri Marie Ducrotay de Blainville
- Blakelock — Ralph Anthony Blakelock
- Blakely — William Faris Blakely
- Blakeslee — Albert Francis Blakeslee
- Blanc — Albert A. Blanc
- Blanche — Emanuel Blanche
- Blanco — Francisco Manuel Blanco
- Blatt. — Ethelbert Blatter
- Blaxell — Donald Frederick Blaxell
- B.L.Burtt — Brian Laurence Burtt
- Blečić — Vilotije Blečić
- B.León — Blanca León
- B.L.León — Bernardino Leonardo León Enriquez
- Bloch — Bruno Bloch
- Błocki — Bronislaw Błocki
- B.Lorenz — B. Lorenz
- Bloxam — Andrew Bloxam
- B.L.Rob. — Benjamin Lincoln Robinson
- B.L.Turner — Billie Lee Turner
- Bluff — Mathias Joseph Bluff
- Blume — Carl Ludwig Blume
- B.L.Wilson — Barbara Lynn Wilson
- Blytt — Mathias Numsen Blytt
- B.L.Zheng — Bai Lin Zheng
- B.M.Allen — Betty Eleanor Gosset Molesworth Allen
- B.Martens — Brunhilde Martens
- B.Mey. — Bernhard Meyer
- B.M.Forst. — Benjamin Meggot Forster
- B.Millán — Betty Millán
- B.M.Potts — B.M. Potts
- B.Nord. — Rune Bertil Nordenstam
- Boalch — Gerlad T. Boalch
- Boas — Johan Erik Vesti Boas
- Boberski — Wladyslaw Boberski
- Bobilioff — Wassily Bobilioff-Preisser
- Bobrov — Evgenij Grigorievicz Bobrov
- Boccone — Paolo Silvio Boccone
- Böcher — Tyge Wittrock Böcher
- Bochicchio — N. Bochicchio
- Bochkarn. — N.M. Bochkarnikova
- Bock — Wolfgang von Bock
- Bocquet — Gilbert Bocquet
- Bodenb. — Wilhelm Bodenbender
- B.O.Dodge — Bernard Ogilvie Dodge
- Boed. — Friedrich Boedeker
- Boedijn — Karel Bernard Boedijn
- Boehm. — Georg Rudolf Boehmer
- Boelcke — Osvaldo Boelcke
- Boenn. — Clemens Maria Franz von Boenninghausen
- Boerh. — Herman Boerhaave
- Boerl. — Jacob Gijsbert Boerlage
- Boggiani — Oliviero Boggiani
- Böhm — Anton Böhm
- Bohs — Lynn Bohs
- Boira — H. Boira
- Bois — Désiré Georges Jean Marie Bois
- Boisd. — Jean-Baptiste Alphonse Dechauffour de Boisduval
- Boiss. — Pierre Edmond Boissier
- Boistel — Alphonse Boistel
- Boitard — Pierre Boitard
- Boiteau — Pierre Boiteau
- Boivin — Louis Hyacinthe Boivin
- Bojer — Wenceslas Bojer
- Bol. — Henry Nicholas Bolander
- Bolle — Carl August Bolle
- Bolton — James Bolton
- Bolus — Harry Bolus
- Bon — Marcel Bon
- Bona — Jozsef Bona
- Bonad. — Francesco Paolo Bonadonna
- Bonaf. — Matthieu Bonafous
- Bonafé — Francesc Bonafè
- Bonamo — P.M. Bonamo
- Bonamy — François Bonamy
- Bonap. — Roland Napoléon Bonaparte
- Bonar — Lee Bonar
- Bonati — Gustave Henri Bonati
- Bonato — Giuseppe Antonio Bonato
- Bonavia — Emanuel Bonavia
- Bond — Pauline Bond
- Bondam — Rutger Bondam
- Bondar — Gregório Gregorievich Bondar
- Bondarenko — O.N. Bondarenko
- Bondareva — N.A. Bondareva
- Bondartsev — Appollinaris Semenovich Bondartsev
- Bondartseva — Margarita Appollinarievna Bondartseva
- Bond.-Mont. — Vera Nikolaevna Bondartzeva-Monteverde
- Bonde — S.D. Bonde
- Bondesen — E. Bondesen
- Bondev — I. Bondev
- Bondoux — P. Bondoux
- Bondt — Nicolaas Bondt
- Bone — E.C.P. Bone
- Bonelli — Giorgio Bonelli
- Bonequet — Pierre August Bonequet
- Bonet — F. Bonet
- Bonetti — Maria I. R. Bonetti
- Bong. — August Gustav Heinrich von Bongard
- Bongale — U.D. Bongale
- Bongini — V. Bongini
- Bonhomme — Jules Bonhomme
- Bonilla — Jaime Bonilla
- Bonjean — Joseph Bonjean
- Bonker — Frances Bonker
- Bonner — Charles Edmond Bradlaugh Bonner
- Bonnet — Edmond Bonnet
- Bonnier — Gaston Eugène Marie Bonnier
- Bonpl. — Aimé Jacques Alexandre Bonpland
- Bonord. — Hermann Friedrich Bonorden
- Boom — Boudewijn Karel Boom
- Booth — William Beattie Booth
- Bor — Norman Loftus Bor
- Borbás — Vincze von Borbás
- Bord. — Henri Bordère
- Bordères — O. Bordères-Rey
- Bordzil. — Eugen Iwanowitsch Bordzilowski
- Boreau — Alexandre Boreau
- Borgesen — Frederik Christian Emil Börgesen
- Borhidi — Attila L. Borhidi
- Boriss. — Antonina Georgievna Borissova
- Borja — José Borja Carbonell
- Borkh. — Moritz Balthasar Borkhausen
- Börner — Carl Julius Bernhard Börner
- Bornet — Jean-Baptiste Édouard Bornet
- Bornm. — Joseph Friedrich Nicolaus Bornmüller
- Boros — Ádám Boros
- Borrel — Amédée Borrel
- Borrer — William Borrer
- Borsos — Olga Borsos
- Bory — Jean-Baptiste Bory de Saint-Vincent
- Borza — Alexandru Borza
- Borzì — Antonino Borzì
- Bosc — Louis-Augustin Bosc d’Antic
- Bosse — Julius Friedrich Wilhelm Bosse
- Bosser — Jean Bosser
- Botsch. — Victor Petrovič Botschantzev
- Botta — Silvia Margarita Botta
- B.Otto — Bernhard Christian Otto
- Bouché — Peter Carl Bouché
- Boud. — Jean Louis Emile Boudier
- Boudour. — Charles-François Boudouresque
- Boufford — David Edward Boufford
- Boulay — Jean Nicolas Boulay
- Boulenger — George Albert Boulenger
- Bourdot — Hubert Bourdot
- Bourg. — Eugène Bourgeau
- Bourgeau — Eugène Bourgeau
- Boutigny — Jean François Désiré Boutigny
- Boutelou — Estéban Boutelou
- Bouvet — Georges Bouvet
- Bower — Frederick Orpen Bower
- Bowerb. — James Scott Bowerbank
- Bowers — Clement Gray Bowers
- Boyle — William Sidney Boyle
- Boyce — John Shaw Boyce
- Boyd — Daniel Alexander Boyd
- Boydak — Melih Boydak
- Boydston — Kathryn E. Boydston
- Boyer — Léon Boyer
- Boyetchko — S.M. Boyetchko
- Boykin — Samuel Boykin
- Boykins — William T. Boykins
- Boylan — Brendan V. Boylan
- Boyland — Desmond Ernest Boyland
- Boyle — William Sidney Boyle
- Boynton — Kenneth Edmund Boynton
- Brach — Anthony Robert Brach
- Brachet — Flavien Brachet
- Brack. — William Dunlop Brackenridge
- Brackenr. — William Dunlop Brackenridge
- Brade — Alexander Curt Brade
- Bradford — Edward Bradford
- Bradley — Richard Bradley
- Brady — Henry Bowman Brady
- Braem — Guido Jozef Braem
- Braemer — Louis Braemer
- Bramwell — David Bramwell
- Brand — August Brand
- Brandão — Mitzi Brandão
- Brandegee — Townshend Stith Brandegee
- Brandenburg — David M. Brandenburg
- Brandis — Dietrich Brandis
- Brandt — Johann Friedrich von Brandt
- Branner — John C. Branner
- B.R.Arrill. — Blanca Renée Arrillaga
- Brass — Leonard John Brass
- Brassard — Guy Raymond Brassard
- Braun — Carl Friedrich Wilhelm Braun
- Braun-Blanq. — Josias Braun-Blanquet
- Brause — Guido Georg Wilhelm Brause
- Braverman — Samuel W. Braverman
- Bravo — Helia Bravo Hollis
- Br.-Bl. — Josias Braun-Blanquet
- Bréb. — Louis Alphonse de Brébisson
- Breedlove — Denis E. Breedlove
- Bref. — Julius Oscar Brefeld
- Brehm — Joachim Brehm
- Breistr. — Maurice A. F. Breistroffer
- Bremek. — Cornelis Eliza Bertus Bremekamp
- Brenan — John Patrick Micklethwait Brenan
- Bres. — Giacopo Bresàdola
- Bresinsky — Andreas Bresinsky
- Brewster — David Brewster
- Breyne — Jacob Breyne
- Brezhnev — Dmitrii Danilovich Brezhnev
- Briant — Andrew K. Briant
- Briaotta — G. Briaotta
- Briard — Pierre Alfred Briard
- Bricaud — Olivier Bricaud
- Briceno — Benito Briceno
- Brichan — James B. Brichan
- Bric.-Irag. — L. Briceño-Iragorry
- Brick — Carl Brick
- Brid. — Samuel Élisée von Bridel
- Bridges — Thomas Charles Bridges
- Brieger — Friedrich Gustav Brieger
- Brign. — Giovanni de Brignoli di Brunnhoff
- Briot — Pierre Louis Briot
- Brinkmann — Wilhelm Brinkmann
- Briq. — John Isaac Briquet
- Brisson — Jacques D. Brisson
- Brittinger — Christian Casimir Brittinger
- Britton — Nathaniel Lord Britton
- Britzelm. — Max Britzelmayer
- Bromhead — Edward Ffrench Bromhead
- Brond. — Louis de Brondeau
- Brongn. — Adolphe Théodore de Brongniart
- Bronn — Heinrich Georg Bronn
- Brooker — Murray Ian Hill Brooker
- Brooks — Cecil Joslin Brooks
- Broome — Christopher Edmund Broome
- Brot. — Felix de Silva Avellar Brotero
- Broth. — Viktor Ferdinand Brotherus
- Broughton — Arthur Broughton
- Brouss. — Pierre Marie Auguste Broussonet
- Browicz — Kasimierz Browicz
- B.R.Pearson — Barbara R. Pearson
- Bruce — James Bruce de Kinnaird
- Bruch — Philipp Bruch
- Brücher — Heinz Brücher
- Brug. — Jean-Guillaume Bruguière
- Brügger — Christian Georg Brügger
- Brullo — Salvatore Brullo
- Brumh. — Phillipp Brumhard
- Brumm. — Johannes van Brummelen
- Brummitt — Richard Kenneth Brummitt
- Brunet — Louis-Ovide Brunet
- Brunfels — Otto Brunfels
- B.S.Fisher — Beryl Stranack Fisher
- B.Ståhl — Bertil Ståhl
- B.Taylor — B. Taylor
- B.T.Foster — B.T. Foster
- Bubani — Pietro Bubani
- Buch — Christian Leopold von Buch
- Buchanan — John Buchanan
- Buchanan-White — Francis Buchanan-White
- Buchegger — Josef Buchegger
- Buchenau — Franz Georg Philipp Buchenau
- Bucher — Katina E. Bucher
- Buchet — Samuel Buchet
- Buchetet — Theodore Buchetet
- Buchh. — Fedor Vladimirovic Buchholz
- Buch.-Ham. — Francis Buchanan-Hamilton
- Buchheim — Arno Fritz Günther Buchheim
- Buchheist. — John C. Buchheister
- Buchholz — Fedor Vladimirovic Buchholz
- Buchinger — J. D. Buchinger
- Buc'hoz — Pierre Joseph Buc'hoz
- Buchtien — Otto Buchtien
- Buckland — William Buckland
- Buckley — Samuel Botsford Buckley
- Buc'hoz — Pierre-Joseph Buc'hoz
- Buen — Odón de Buen y del Cos
- Buerger — F. Buerger
- Buffon — Georges-Louis Leclerc, conde de Buffon
- Buhse — Friedrich Alexander Buhse
- Bui — Ngoc-Sanh Bui
- Buia — Alexandra Buia
- Buijsen — J.R.M. Buijsen
- Buining — Albert Frederik Hendrik Buining
- Buisman — Christine Johanna Buisman
- Buisson — J.P. Buisson
- Buist — Robert Buist
- Bukasov — Sergei Mikhailovich Bukasov
- Bull. — Jean Baptiste Francois Bulliard
- Bullock — Arthur Allman Bullock
- Bungartz — Frank Bungartz
- Bunge — Alexander von Bunge
- Burb. — Frederick William Burbidge
- Burbank — Luther Burbank
- Burch. — William John Burchell
- Burds. — Harold H. Burdsall
- Burdet — Hervé Maurice Burdet
- Bureau — Louis Édouard Bureau
- Burgeff — Hans Edmund Nicola Burgeff
- Burges — Norman Alan Burges
- Burgess — Henry W. Burgess
- Burgsd. — Friedrich August Ludwig von Burgsdorff
- Burkart — Arturo Erhardo Burkart
- Burkhardt — Christian Friedrich Burkhardt
- Burkill — Isaac Henry Burkill
- Burl. — Gertrude Simmons Burlingham
- Burm. — Johannes Burman
- Burmeist. — Hermann Carl Conrad Burmeister
- Burm. f. — Nicolaas Laurens Burman
- Burnat — Émile Burnat
- Burnett — Gilbert Thomas Burnett
- Burnham — Stewart Henry Burnham
- Burret — Max Burret
- Burrill — Thomas Jonathan Burrill
- Burt — Edward Angus Burt
- Burton — Mary Gwendolyn Burton
- Burtt — Bernard Dearman Burtt
- Burtt Davy — Joseph Burtt Davy
- Bury — Priscilla Susan Bury
- Buscal. — Luigi Buscalioni
- Buschm. — Adolphine Buschmann
- Buser — Robert Buser
- Bush — Benjamin Franklin Bush
- Bütschli — Johann Adam Otto Bütschli
- Buxb. — Franz Buxbaum
- Buyss. — Robert du Buysson
- B.Verl. — Pierre Bernard Lazare Verlot
- B.Walln. — Bruno Wallnöfer
- B.Willing — Barbara Willing
- B.Y.Ding — Bing Yang Ding
- Bykov — Boris Aleksandrovich Bykov
- Byles — Ronald Stewart Byles
- Bynum — H.H. Bynum
- Byrnes — Norman Brice Byrnes
- Bystrek — Jan Bystrek
- Bystricka — Hedwiga Bystricka
- Bystricky — Jan Bystricky
- Bystrov — Bystrov
- Bywater — Joan Bywater
- Byzova — Z.M. Byztrova

## C
- C.A.Arnold — Chester Arthur Arnold
- C. Abbot — Charles Abbot
- C.Abel — Clarke Abel
- C.A.Br. — Clair Alan Brown
- Caddick — Lizabeth R. Caddick
- Cadet — Thérésien Cadet
- C.Agardh — Carl Adolph Agardh
- Cajander — Aimo Kaarlo Cajander
- Caldas — Francisco José de Caldas
- Caley — George Caley
- Campacci — Marcos Antonio Campacci
- Cambess. — Jacques Cambessèdes
- C.A.Mey. — Carl Anton von Meyer
- Cannart — Frederic Cannart d'Hamale
- Carnevali — Germán Carnevali
- Carrière  — Élie-Abel Carrière
- Caruel — Théodore Caruel
- Carver — George Washington Carver
- Casp. — Johann Xaver Robert Caspary
- Casper — Siegfried Jost Casper
- Cass. — Alexandre Henri Gabriel de Cassini
- Catesby — Mark Catesby
- Cav. — Antonio José Cavanilles
- Cavara — Fridiano Cavara
- C.Bab. — Churchill Babington
- C.Bauhin — Gaspard Bauhin
- C.B.Clarke — Charles Baron Clarke
- C. Commelijn — Caspar Commelin
- C.E.Bertrand — Charles Eugène Bertrand
- C.E.Calderón — Cléofe E. Calderón
- C.E.Cramer — Carl Eduard Cramer
- Cejp — Karel Cejp
- Cels — Jacques Philippe Martin Cels
- Celsius — Olof Celsius
- Cerv. — Vicente Cervantes
- Ces. — Vincenzo de Cesati
- C.E.Salmon — Charles Edgar Salmon
- Cesalpino — Andrea Cesalpino
- Cestoni — Giacinto Cestoni
- C.E.Turner — Charles Edward Turner
- C.F.Baker — Charles Fuller Baker
- C.F.Gaertn. — Carl Friedrich von Gärtner
- C.F.Schmidt — Carl Friedrich Schmidt
- C.G.F.Hochst. — Ferdinand von Hochstetter
- Chaix — Dominique Chaix
- Cham. — Adelbert von Chamisso
- Châtel. — Jean Jacques Châtelain
- Chaumeton — François Pierre Chaumeton
- Chauveaud — Louis Gustave Chauveaud
- Cheel — Edwin Cheel
- Chevall. — François Fulgis Chevallier
- Chiaje — Stefano Delle Chiaje
- Ching — Ren Chang Ching
- Chiov. — Emilio Chiovenda
- Choisy — Jacques Denys Choisy
- Christ — Konrad Hermann Heinrich Christ
- Christm. — Gottlieb Friedrich Christmann
- Chrtek — Jindřich Chrtek
- C.H.G.Pouchet — Georges Pouchet
- C.H.Stirt. — Charles Howard Stirton
- Chun — Woon Young Chun
- Cirillo — Domenico Maria Leone Cirillo
- C.I.Sandwith — Cecil Ivry Sandwith
- C.K.Schneid. — Camillo Karl Schneider
- C.K.Spreng. — Christian Konrad Sprengel
- Clairv. — Joseph Philippe de Clairville
- Clarion — Jacques Clarion
- C.Lawson — Charles Lawson
- Clem. — Frederic Edward Clements
- Clemente — Simón de Roxas Clemente y Rubio
- C.L.Hitchc. — Charles Leo Hitchcock
- Clos — Dominique Clos
- Clus. — Charles de l'Écluse
- C.M.Cooke — Charles Montague Cooke Jr
- C. Moore — Charles Moore
- C.Morren — Charles Morren
- Cockayne — Leonard C. Cockayne
- Codd — Leslie Edward Wastell Codd
- Cogn. — Célestin Alfred Cogniaux
- Cohn — Ferdinand Julius Cohn
- Colden — Jane Colden
- Colebr. — Henry Thomas Colebrooke
- Collinson — Peter Collinson
- Comm. — Philibert Commerson
- Cond. — Charles Marie de La Condamine
- Conran — John Godfrey Conran
- Cooke — Mordecai Cubitt Cooke
- Copel. — Edwin Bingham Copeland
- Coquerel — Charles Coquerel
- Cordem. — Eugène Jacob de Cordemoy
- Corill. — Robert Corillion
- Cornu — Marie Maxime Cornu
- Cornut — Jacques Philippe Cornut
- Correll — Donovan Stewart Correll
- Correns — Carl Franz Joseph Erich Correns
- Coss. — Ernest Staint-Charles Cosson
- Costantin — Julien Noël Costantin
- Couch — John Nathaniel Couch
- Courtec. — Régis Courtecuisse
- Coville — Frederick Vernon Coville
- C.Presl — Karel Presl
- Crantz — Heinrich Johann Nepomuk von Crantz
- C.Rchb. — Carl von Reichenbach
- C.Rivière — Charles Marie Rivière
- Cronquist — Arthur John Cronquist
- C.Siebold — Carl Theodor Ernst von Siebold
- C.Tul. — Charles Tulasne
- Cuatrec. — José Cuatrecasas
- Cullen — James Cullen
- Curran — Mary Katharine Curran
- Curtis — William Curtis
- Custer — Jakob Laurenz Custer
- Cuvier — Georges Cuvier
- C.V.Hartman — Carl Vilhelm Hartman
- C.V.Morton — Conrad Vernon Morton
- C.Wright — Charles Wright
- Czern. — Vassilii Matveievitch Czernajew

## D
- Dahl — Anders Dahl
- Dalziel — John Mcewan Dalziel
- Dana — James Dwight Dana
- Dancer — Thomas Dancer
- D'Archiac — Étienne Jules Adolphe Desmier de Saint-Simon, Vicomte d'Archiac
- D'Arcy — William Gerald D'Arcy
- Darluc — Michel Darluc
- David — Armand David
- D.A.Webb — David Allardyce Webb
- DC. — Augustin Pyrame de Candolle
- D.Dietr. — David Nathaniel Friedrich Dietrich
- D.Don — David Don
- De Bary — Anton de Bary
- Decne. — Joseph Decaisne
- Delarbre — Antoine Delarbre
- Delavay — Pierre Jean Marie Delavay
- Deless. — Jules Paul Benjamin Delessert
- Delile — Alire Raffeneau-Delile
- De Man — Johannes Govertus De Man
- Deppe — Ferdinand Deppe
- De Puydt — Paul Émile de Puydt
- Desf. — René Desfontaines
- Des Moul. — Charles des Moulins
- Desv. — Nicaise Augustin Desvaux
- De Vis — Charles Walter De Vis
- de Vries — Hugo de Vries
- D.Fairchild — David Fairchild
- D.H.Scott — Dukinfield Henry Scott
- Diels — Friedrich Ludwig Emil Diels
- Dill. — Johann Jacob Dillenius
- D.L.McKibbin — Dale L. McKibbin
- D.M.Gates — David Murray Gates
- Doct. v. Leeuwen — Willem Marius Docters van Leeuwen
- Dodoens — Rembert Dodoens
- Dombey — Joseph Dombey
- Domin — Karel Domin
- Donn — James Donn
- Douglas — David Douglas
- Douin — Charles Isidore Douin
- Drake — Emmanuel Drake del Castillo
- Drap. — Jacques Philippe Raymond Draparnaud
- Dressler — Robert Louis Dressler
- D.Royen — David van Royen
- Druce — George Claridge Druce
- Drude — Carl Georg Oscar Drude
- Dryand. — Jonas Carlsson Dryander
- D.S.Johnson — Duncan Starr Johnson
- D.S.Jord. — David Starr Jordan
- Duchesne — Antoine Nicolas Duchesne
- Dufour — Léon Dufour
- Duhamel — Henri Louis Duhamel du Monceau
- Dujard. — Félix Dujardin
- Dum.Cours. — Georges Louis Marie Dumont de Courset
- Dumort. — Barthélemy Charles Joseph Dumortier
- Dunal — Michel Félix Dunal
- Dungs — Fritz Dungs
- Duperrey — Louis Isodore Duperrey
- Durand — Élie Magloire Durand
- Durande — Jean-François Durande
- Durazzo — Ippolito Durazzo
- d'Urv. — Jules Sébastian César Dumont d'Urville
- Duval — Henri Auguste Duval
- Dyer — William Turner Thiselton Dyer

## E
- Earle — Franklin Sumner Earle
- Eaton — Amos Eaton
- E. Britton — Elizabeth Gertrude Britton
- E.C.Hansen — Emil Christian Hansen
- Eckl. — Christian Friedrich Ecklon
- Edmondston — Thomas Edmondston
- E.F.A.Raoul — Édouard François Armand Raoul
- E.Fisch. — Eduard Fischer
- E.Forst. — Edward Forster
- E.Fourn. — Eugène Pierre Nicolas Fournier
- E.G. Camus — Edmond Gustave Camus
- E.G.H.Oliv. — Edward George Hudson Oliver
- E.Holmb. — Eduardo Ladislao Holmberg
- Ehrenb. — Christian Gottfried Ehrenberg
- Ehret — Georg Dionysus Ehret
- Ehrh. — Jakob Friedrich Ehrhart
- E.Huet — Édouard Huet du Pavillon
- Eichler — August Wilhelm Eichler
- Eichw. — Karl Eduard von Eichwald
- E.L.Krause — Ernst Ludwig Krause
- Elliott — Stephen Elliott
- Elwes — Henry John Elwes
- E.Martens — Eduard Karl von Martens
- Emb. — Marie Louis Emberger
- E.Mey. — Ernst Heinrich Friedrich Meyer
- Emory — William Hemsley Emory
- Endl. — Stephan Ladislaus Endlicher
- Engl. — Adolf Engler
- Engelm. — George Engelmann
- E.O.Schmidt — Eduard Oscar Schmidt
- E.Perrier — Edmond Perrier
- E.S.Anderson — Edgar Shannon Anderson
- Epling — Carl Clawson Epling
- E.P.Perrier — Eugène Pierre Perrier de la Bâthie
- E.Salisb. — Edward James Salisbury
- Eschsch. — Johann Friedrich von Eschscholtz
- E.S.Rand — Edward Sprague Rand
- E.T.Newton — Edwin Tully Newton
- Ettingsh. — Constantin von Ettingshausen
- Eversm. — Eduard Friedrich von Eversmann
- Ewan — Joseph Andorfer Ewan
- Ewart — Alfred James Ewart
- E.W.Berry — Edward Wilber Berry
- E.W.Sm. — Elmer William Smith
- Exell — Arthur Wallis Exell

## F
- Fabre — Jean-Henri Casimir Fabre
- Facchini — Francesco Facchini
- F.a.C.Weber — Frédéric Albert Constantin Weber
- Faegri — Knut Fægri
- Falc. — Hugh Falconer
- F.Allam. — Frédéric-Louis Allamand
- Farl. — William Gilson Farlow
- Faurie — Urbain Jean Faurie
- Fayod — Victor Fayod
- F.Barros — Fábio de Barros
- F.B.White — Francis Buchanan White
- F.Cuvier — Frédéric Cuvier
- F.D.Lamb. — Fred Dayton Lambert
- Fée — Antoine Laurent Apollinaire Fée
- Feer — Heinrich Feer
- Fenzl — Eduard Fenzl
- Fernald — Merritt Lyndon Fernald
- Ferry — René Joseph Justin Ferry
- Férussac — André Étienne Justin Pascal Joseph François d'Audebert de Férussac
- Feuillée — Louis Éconches Feuillée
- F.Hallé — Francis Hallé
- F.Hern. — Francisco Hernández
- F.H.Wigg. — Friedrich Heinrich Wiggers
- Fieber — Franz Xaver Fieber
- Finet — Achille Eugène Finet
- Fisch. — Friedrich Ernst Ludwig von Fischer
- F.J.Müll. — Fritz Müller
- Flahault — Charles Henri Marie Flahault
- F.Lestib. — François-Joseph Lestiboudois
- Florin — Carl Rudolf Florin
- Flueck. — Friedrich August Flückiger
- F.Michx. — François André Michaux
- F.M.Knuth — Frederik Marcus Knuth
- F.Muell. — Ferdinand von Mueller
- F.N.Blanch. — Frank Nelson Blanchard
- Focke — Wilhelm Olbers Focke
- Fodéré — François-Emmanuel Fodéré
- Fontana — Felice Fontana
- Forneris — Guiliana Forneris
- Forssk. — Pehr Forsskål
- Forsyth — William Forsyth
- Fortune — Robert Fortune
- Fosberg — Francis Raymond Fosberg
- Foucaud — Julien Foucaud
- Fouill. — Amédée Fouillade
- Fourr. — Jules Pierre Fourreau
- Fr. — Elias Magnus Fries
- Franch. — Adrien René Franchet
- Franco — João Manuel Antonio do Amaral Franco
- Fraser — John Fraser
- Frauenf. — Georg von Frauenfeld
- Frém. — John Charles Frémont
- Fresen. — Johann Baptist Georg Wolfgang Fresenius
- Freyr. — Georg Wilhelm Freyreiss
- Frez. — Amédée François Frézier
- Frič — Alberto Vojtěch Frič
- Fritsch — Karl Fritsch
- Friv. — Imre Frivaldszky
- F.Rudolphi — Friedrich Karl Ludwig Rudolphi
- F.Voigt — Friedrich Siegmund Voigt
- F. Weber — Friedrich Weber
- F. W. Schmidt — Franz Wilibald Schmidt

## G
- Gaertn. — Joseph Gaertner
- Gagnebin — Abraham Gagnebin
- Gagnep. — François Gagnepain
- Gaillon — François Benjamin Gaillon
- Gaimard — Joseph Paul Gaimard
- G.A.Klebs — Georg Albrecht Klebs
- Gams — Helmut Gams
- Gand. — Jean Michel Gandoger
- Gand. — Jean Michel Gandoger
- Garay — Leslie Andrew Garay
- Garden — Alexander Garden
- Gardner — George Gardner
- Gassner — Johann Gustav Gassner
- Gaudich. — Charles Gaudichaud-Beaupré
- Gäum. — Ernst Albert Gäumann
- Gaussen — Henri Marcel Gaussen
- Gay — Claude Gay
- G.Benn. — George Bennett
- G.Clifford — George Clifford
- G.C.Wall. — George Charles Wallich
- G.Don — George Don
- Geh. — Adalbert Geheeb
- Genev. — Léon Gaston Genevier
- Gentry — Howard Scott Gentry
- Georgi — Johann Gottlieb Georgi
- Germar — Ernst Friedrich Germar
- G.E.Sm. — Gerard Edwards Smith
- Gesner — Conrad Gessner
- Gessner — Johannes Gessner
- Geyer — Carl Andreas Geyer
- Geyl. — Hermann Theodor Geyler
- G.F.Atk. — George Francis Atkinson
- G.Forst. — Georg Forster
- G.Gaertn. — Gottfried Gaertner
- G.Halliday — Geoffrey Halliday
- Ghini — Luca Ghini
- Gibbes — Lewis Reeve Gibbes
- Gibbs — Lilian Suzette Gibbs
- Gilb. — Robert Lee Gilbertson
- Gilbert — Benjamin Davis Gilbert
- Gilg — Ernest Friedrich Gilg
- Gilib. — Jean-Emmanuel Gilibert
- Gillett — Margaret Clark Gillett
- Gir.-Chantr. — Justin Girod-Chantrans
- Giseke — Paul Dietrich von Giseke
- G.J.Allman — George James Allman
- G.Kirchn. — Georg Kirchner
- Gled. — Johann Gottlieb Gleditsch
- G.Lodd. — George Loddiges
- G.M.Barroso — Graziela Maciel Barroso
- G.Mey. — Georg Friedrich Wilhelm Meyer
- G.Moore — George Thomas Moore
- G.Murray — George Robert Milne Murray
- Godm. — Frederick DuCane Godman
- Goethe — Johann Wolfgang von Goethe
- Goldfuss — Georg August Goldfuss
- Gomes — Bernardino António Gomes[3]
- Göpp. — Johann Heinrich Robert Göppert
- Gordon — George Gordon
- Gosse — Philip Henry Gosse
- Gouan — Antoine Gouan
- Graebn. — Karl Otto Robert Peter Paul Graebner
- Graham — Robert Graham
- Grande — Loreto Grande
- Grandid. — Alfred Grandidier
- Grassé — Pierre-Paul Grassé
- Grassi — Giovanni Battista Grassi
- Gratel. — Jean Pierre Grateloup
- Gravend. — Barbara Gravendeel
- Gray — Samuel Frederick Gray
- Greene — Edward Lee Greene
- Greuter — Werner Rodolfo Greuter
- Grey — Charles Hervey Grey
- Griff. — William Griffith
- Gris — Jean Antoine Arthur Gris
- Griscom — Ludlow Griscom
- Griseb. — August Heinrich Rudolf Grisebach
- Gronov. — Johan Frederik Gronovius
- G.Shaw — George Kearsley Shaw
- G.Trevir. — Gottfried Reinhold Treviranus
- Gueldenst. — Johann Anton Güldenstädt
- Guett. — Jean-Étienne Guettard
- Guilding — Lansdown Guilding
- Guill. — Jean Baptiste Antoine Guillemin
- Guillaumin — André Guillaumin
- Guinier — Philibert Guinier
- Gunckel Hugo Gunckel Luer
- Gunnerus — Johann Ernst Gunnerus
- Gürke — Robert Louis August Maximilian Gürke
- Guss. — Giovanni Gussone
- Guthrie — Francis Guthrie

## H
- Hacq. — Belsazar Hacquet
- Haeckel — Ernst Haeckel
- Haller — Albrecht von Haller
- Haller f. — Albrecht von Haller
- Hallier — Ernst Hans Hallier
- Hance — Henry Fletcher Hance
- Hand.-Mazz. — Heinrich Raphael Eduard von Handel-Mazzetti
- Hanelt — Peter Hanelt
- Hanry — Hippolyte Hanry
- Hansg. — Anton Hansgirg
- Harms — Hermann August Theodor Harms
- Hartog — Cornelis den Hartog
- Hartw. — Karl Theodor Hartweg
- Harv. — William Henry Harvey
- Hasselq. — Fredric Hasselquist
- Hassk. — Justus Carl Hasskarl
- Hauser — Margit Luise Hauser
- Hausskn. — Heinrich Carl Haussknecht
- Haw. — Adrian Hardy Haworth
- Hawksw. — Frank Goode Hawksworth
- Hay — William Perry Hay
- Hayek — August von Hayek
- H.Baumann — Helmut Baumann
- H.B.Guppy — Henry Brougham Guppy
- H.B.K. — Humboldt, Bonpland e Kunth
- Hbn — Jakob Hübner
- H.Bock — Jérôme Bock
- H.C.Bold — Harold Charles Bold
- H.Christ — Konrad Hermann Heinrich Christ
- H.C.Watson — Hewett Cottrell Watson
- H.E.Bigelow — Howard E. Bigelow
- Heckel — Édouard Marie Heckel
- Hedw. — Johann Hedwig
- Heer — Oswald Heer
- Hegetschw. — Johannes Jacob Hegetschweiler
- Hegi — Gustav Hegi
- Heim — Georg Christoph Heim
- Heinr. — Emil Johann Lambert Heinricher
- Heinr.Braun — Heinrich Braun
- Heintze — August Heintze
- Heldr. — Theodor Heinrich Hermann von Heldreich
- Hellm. — Carl Eduard Hellmayr
- H.E.Moore — Harold Emery Moore
- Hemprich — Wilhelm Hemprich
- Hemsl. — William Botting Hemsley
- Hendey — Norman Ingram Hendey
- Henkel — Johann Baptist Henkel
- Henneg. — Louis-Félix Henneguy
- Hensl. — John Stevens Henslow
- Hepper — Frank Nigel Hepper
- Herb. — William Herbert
- Herb.H.Sm. — Herbert Huntington Smith
- Herm. — Paul Hermann
- Herre — Albert William Christian Theodore Herre
- Herr.-Schaeff. — Gottlieb August Wilhelm Herrich-Schäffer
- Herter — Wilhelm Franz Herter
- Hertlein — Leo George Hertlein
- Hesler — Lexemuel Ray Hesler
- Heynh. — Gustav Heynhold
- H.F.Copel. — Herbert Faulkner Copeland
- H.H.Dixon — Henry Horatio Dixon
- H.Huber — Herbert Huber
- Hill — John Hill
- Hillh. — William Hillhouse
- Hilliard — Olive Mary Hilliard
- Hils. — Karl Theodor Hilsenberg
- Hirn — Karl Engelbrecht Hirn
- H.J.Coste — Hippolyte Coste
- H.J.Lam — Herman Johannes Lam
- H.Karst. — Gustav Hermann Karsten
- H.Low — Hugh Low
- H.L.Wendl. — Heinrich Ludolph Wendland
- H.M.Hall — Harvey Monroe Hall
- H.Moseley — Henry Nottidge Moseley
- H.Müll. — Heinrich Ludwig Hermann Müller
- H.N.Andrews — Henry Nathaniel Andrews
- Hochst. — Christian Ferdinand Friedrich Hochstetter
- Hoffm. — Georg Franz Hoffmann
- Hoffmanns. — Johann Centurius von Hoffmannsegg
- Hofmeist. — Wilhelm Friedrich Benedict Hofmeister
- H.O.Forbes — Henry Ogg Forbes
- H.Ohba — Hideaki Ohba
- Hoehne — Frederico Carlos Hoehne
- Höhn. — Franz Xaver Rudolf von Höhnel
- Holandre — Jean Joseph Jacques Holandre
- Holl — Friedrich Holl
- Holttum — Richard Eric Holttum
- Holub — Josef Holub
- Hombr. — Jacques Bernard Hombron
- Hoog — Johannes Marius Cornelis Hoog
- Hoogland — Ruurd Dirk Hoogland
- Hook. — Sir William Jackson Hooker
- Hook.f. — Joseph Dalton Hooker
- Hoppe — David Heinrich Hoppe
- Horan. — Paul Fedorowitsch Horaninow
- Horkel — Johann Horkel
- Hornst. — Claudius Fredric Hornstedt
- Horsf. — Thomas Horsfield
- Host — Nicolaus Thomas Host
- Houllet — Jean Baptiste Houllet
- House — Homer Doliver House
- Houtt. — Maarten Houttuyn
- Howard — John Eliot Howard
- Howell — Thomas Jefferson Howell
- H.Pearson — Henry Harold Welch Pearson
- H.Perrier — Joseph Marie Henry Alfred Perrier de la Bâthie
- H.Rob. — Harold Ernest Robinson
- H.Sibth. — Humphrey Waldo Sibthorp
- Hu — Hsen Hsu Hu
- Huber — Jakob (Jacques) E. Huber
- Huds. — William Hudson
- Hügel — Carl Alexander Anselm von Hügel
- Humb. — Alexander von Humboldt
- Humbert — Jean-Henri Humbert
- Husn. — Pierre Tranquille Husnot
- Hutch. — John Hutchinson
- Hutton — William Hutton
- H.Wendl. — Hermann Wendland
- H.W.Johans. — Hans William Johansen

## I
- Illg — Rolf Dieter Illg
- Iltis — Hugo Iltis (1882-1952)
- Imbach — Emil J. Imbach (1897-1970)
- I.M.Johnst. — Ivan Murray Johnston (1898-1960)
- Isab. — Arsène Isabelle (1807-1888)
- Isnard — Antoine-Tristan Danty d'Isnard (1663-1743)
- Issel — Raffaele Issel (1878-1936)
- I.W.Bailey — Irving Widmer Bailey (1884-1967)
- Ito — Keisuke Ito

## J
- Jack — William Jack
- Jacobi — Georg Albano von Jacobi
- Jacq. — Nikolaus Joseph von Jacquin
- Jacquem. — Venceslas Victor Jacquemont
- J.Agardh — Jakob Georg Agardh
- James — Thomas Potts James
- Jan — Giorgio Jan
- Janch. — Erwin Emil Alfred Janchen-Michel von Westland
- Janka — Victor Janka von Bulcs
- Játiva — Carlos D. Játiva
- Jaub. — Hippolyte François Jaubert
- J.Bauhin — Jean Bauhin
- J.Buchholz — John Theodore Buchholz
- J.C.Buxb. — Johann Christian Buxbaum
- J.Clayton — John Clayton
- J.C.Mikan — Johann Christian Mikan
- J.Commelijn — Jan Commelijn
- J.C.Sowerby — James De Carle Sowerby
- J.C.Wendl. — Johann Christoph Wendland
- J.Dyb. — Jean Dybowski
- J.-E.Gilbert — Édouard Jean Gilbert
- J.E.Gray — John Edward Gray
- J.E.Lange — Jakob Emanuel Lange
- J.Ellis — John Ellis
- J.Fabr. — Johan Christian Fabricius
- J.F.Gmel. — Johann Friedrich Gmelin
- J.-F.Leroy — Jean-François Leroy
- J.F.Macbr. — James Francis Macbride
- J.F.Mill. — John Frederick Miller
- J.Forbes — James Forbes
- J.G.Br. — James Greenlief Brown
- J.G.Cooper — James Graham Cooper
- J.Gerard — John Gerard
- J.G.Gmel. — Johann Georg Gmelin
- J.G.Mikan — Josef Gottfried Mikan
- J.Hogg — John Hogg
- J.Houz. — Jean Houzeau de Lehaie
- J.H.Schaffn. — John Henry Schaffner
- J.H.Schult.bis — Julius Hermann Schultes
- J.H.Willis — James Hamlyn Willis
- J.J.Kickx — Jean Jacques Kickx
- J.J.Smith(J.J.Sm.) — Johannes Jacobus Smith
- J.Juss. — Joseph de Jussieu
- J.Kern. — Johann Simon von Kerner
- J.Kickx — Jean Kickx
- J.Kickx f. — Jean Kickx
- J.Kirk — John Kirk
- J.Koenig — Johann Gerhard König
- J.K.Towns. — John Kirk Townsend
- J.Lee — James Lee
- J.Léonard — Jean Joseph Gustave Léonard
- J.Lestib. — Jean-Baptiste Lestiboudois
- J.Lloyd — James Lloyd
- J.M.Allen — Jan M. Allen
- J.Martyn — John Martyn
- J.M.Coult. — John Merle Coulter
- J.M.C.Rich. — Jean Michel Claude Richard
- J.Muir — John Muir
- Joffe — Abraham Z. Joffe
- Jolycl. — Nicolas Marie Thérèse Jolyclerc
- Jones — William Jones
- Jord. — Claude Thomas Alexis Jordan
- J.O.Rudbeck — Johan Olof Rudbeck
- J.P.Bergeret — Jean-Pierre Bergeret
- J.Phillips — John Phillips
- J.Presl — Jan Svatopluk Presl
- J.Rev. — Julien Reverchon
- J.R.Forst. — Johann Reinhold Forster
- J.Robin — Jean Robin
- J.Rothman — Johan Stensson Rothman
- J.Schröt. — Joseph Schröter
- J.Small — James Small
- J.St.-Hil. — Jean Henri Jaume Saint-Hilaire
- Jülich — Walter Jülich
- Jum. — Henri Lucien Jumelle
- Jung — Joachim Jung
- Jungh. — Franz Wilhelm Junghuhn
- Juss. — Antoine Laurent de Jussieu
- J.Vahl — Jens Lorenz Moestue Vahl
- J.V.Lamour. — Jean Vincent Félix Lamouroux
- J.W.Ingram — John William Ingram
- J.W.Moore — John William Moore
- J.Y.Johnson — James Yate Johnson

## K
- Kaempf. — Engelbert Kaempfer
- Kalela — Aimo Aarno Antero Kalela
- Källersjö — Mari Källersjö
- Kalm — Pehr Kalm
- Kamel — Jiří Josef Camel
- Kanitz — August Kanitz
- Kawam. — Seiichi Kawamura
- K.Bergius — Karl Heinrich Bergius
- K.Brandegee — Mary Katharine Brandegee
- K.Bremer — Kåre Bremer
- K.D.Hill — Kenneth D. Hill
- K.D.Koenig — Karl Dietrich Eberhard König
- Kearney — Thomas Henry Kearney
- Kelaart — Edward Frederick Kelaart
- Kellogg — Albert Kellogg
- Keng — Yi Li Keng
- Keng f. — Pai Chieh Keng
- Kent — William Saville-Kent
- Ker Gawl. — John Bellenden Ker Gawler
- Kerguélen — Michel Francois-Jacques Kerguélen
- Keyserl. — Alexander von Keyserling
- K.F.Schimp. — Karl Friedrich Schimper
- K.Hoffm. — Käthe Hoffmann
- K.I.Goebel — Karl Immanuel Eberhard Goebel
- Kindt — Christian Sommer Kindt
- King — George King
- Kippist — Richard Kippist
- Kirk — Thomas Kirk
- Kirp. — Moisey Elevich Kirpicznikov
- Kirschl. — Frédéric Kirschleger
- Kit. — Pál Kitaibel
- Kitag. — Masao Kitagawa
- Kittlitz — Friedrich Heinrich von Kittlitz
- Kjellm. — Frans Reinhold Kjellman
- K.Koch — Karl Koch
- K.Larsen — Kai Larsen
- Klatt — Friedrich Wilhelm Klatt
- Klein — Jakob Theodor Klein
- Klotzsch — Johann Friedrich Klotzsch
- Klugh — Alfred Brooker Klugh
- Kluk — Jan Krzysztof Kluk
- K.M.Matthew — Koyapillil Mathai Matthew
- Kniep — Karl Johannes Hans Kniep
- Knobl. — Emil Friedrich Knoblauch
- Knoll — Fritz Knoll
- Knoop — Johann Hermann Knoop
- Knowles — George Beauchamp Knowles
- Knowlt. — Frank Hall Knowlton
- Knuth — Paul Erich Otto Wilhelm Knuth
- Kobuski — Clarence Emmeren Kobuski
- Koch — Johann Friedrich Wilhelm Koch
- Koehne — Bernhard Adalbert Emil Koehne
- Koell. — Rudolph Albert von Kölliker
- Koidz. — Gen-ichi Koidzumi
- Kom. — Vladimir Leontjevich Komarov
- Korsh. — Sergei Ivanovitsch Korshinsky
- Körte — Heinrich Friedrich Franz Körte
- Kostina — Klaudia Fedorovna Kostina
- Kotschy — Karl Georg Theodor Kotschy
- Kovalev — Nikolai Vasilevich Kovalev
- Kraenzl. — Friedrich Wilhelm Ludwig Kraenzlin
- Kramer — Wilhem Heinrich Kramer
- Kräusel — Richard Oswald Karl Kräusel
- Kreuz. — Kurt G. Kreuzinger
- Krok — Thorgny Ossian Bolivar Napoleon Krok
- Krombh. — Julius Vincenz von Krombholz
- K.R.Thiele — Kevin R. Thiele
- Krysht. — Afrikan Nikolaevich Krishtofovich
- K.Schum. — Karl Moritz Schumann
- Kuff. — Hubert Kufferath
- Kuhlm. — João Geraldo Kuhlmann
- Kühner — Robert Kühner
- Künkele — Siegfried Künkele
- Kunth — Karl Sigismund Kunth
- Kuntze — Carl Ernst Otto Kuntze
- Kurtzman — Cletus P. Kurtzman
- Kurz — Wilhelm Sulpiz Kurz
- Kusn. — Nicolai Ivanovitch Kusnezov
- Kütz. — Friedrich Traugott Kützing
- Kuyper — Thomas Wilhelmus Kuyper
- K.Wilh. — Karl Wilhelm

## L
- L. — Carl von Linné
- Labill. — Jacques-Julien Houtou de La Billardière
- Laest. — Lars Levi Læstadius
- Lag. — Mariano Lagasca y Segura
- Lagerh. — Nils Gustaf Lagerheim
- L.A.Johnst. — Laverne A. Johnston
- L.Allorge — Lucile Allorge-Boiteau
- Lam. — Jean-Baptiste de Lamarck
- Lamb. — Aylmer Bourke Lambert
- Lambertye — Léonce de Lambertye
- L.Andersson — Bengt Lennart Andersson
- Landsb. — David Landsborough
- Langst. — Friedrich Ludwig Langstedt
- Lapeyr. — Philippe-Isidore Picot de Lapeyrouse
- Larreat. — Joseph Dionisio Larreategui
- L.A.S.Johnson — Lawrence Alexander Sidney Johnson
- Lassen — Per Lassen
- Latap. — François-de-Paule Latapie
- L.Beauvis. — L. Beauvisage
- L.Bolus — Harriet Margaret Louisa Bolus
- L.C.Beck — Lewis Caleb Beck
- Léandri — Jacques Désiré Léandri
- Lebert — Hermann Lebert
- Leclair — Albert Leclair
- Lecomte — Paul Lecomte
- LeConte — John Eatton Le Conte
- Lecoq — Henri Lecoq
- Ledeb. — Karl Friedrich von Ledebour
- Leers — Johann Georg Daniel Leers
- Lees — Edwin Lees
- Le Gall — Nicholas Joseph Marie Le Gall de Kerlinou
- Lehm. — Johann Georg Christian Lehmann
- Lem. — Charles Lemaire
- Le Maout — Jean Emmanuel Maurice Le Maout
- Le Monn. — Louis Guillaume Le Monnier
- Lenz — Harald Othmar Lenz
- León — Frère León
- Lepech. — Ivan Lepekhin
- Lesch. — Jean Baptiste Leschenault de la Tour
- Leske — Nathanael Gottfried Leske
- L.E.Skog — Laurence Edgar Skog
- Less. — Christian Friedrich Lessing
- Leuck. — Karl Georg Friedrich Rudolf Leuckart
- Levier — Emilio Levier
- L.f. — Carl von Linné le Jeune
- L.Fuchs — Leonhart Fuchs
- L.Graves — Louis Graves
- L.H.Bailey — Liberty Hyde Bailey
- L.Henry — Louis Henry
- L'Hér. — Charles Louis L'Héritier de Brutelle
- L'Herm. — Ferdinand Joseph L'Herminier
- Liais — Emmanuel Liais
- Lib. — Marie-Anne Libert
- Liben — Louis Liben
- Licht. — Martin Heinrich Karl von Lichtenstein
- Liebl. — Franz Kaspar Lieblein
- Liebm. — Frederik Michael Liebmann
- Lightf. — John Lightfoot
- Limpr. — Karl Gustav Limpricht
- Lindau — Gustav Lindau
- Lindb. — Sextus Otto Lindberg
- Lindeb. — Carl Johan Lindeberg
- Linden — Jean Jules Linden
- Lindl. — John Lindley
- Link — Johann Heinrich Friedrich Link
- Linsbauer — Karl Linsbauer
- Lint — Harold LeRoy Lint
- L.L.Daniel — Lucien Louis Daniel
- L.Linden — Lucien Linden
- L.Lortet — Louis Charles Émile Lortet
- L.Marsili — Luigi Marsili
- L.M.Dufour — Léon Marie Dufour
- Lodd. — Conrad Loddiges
- Loefl. — Pehr Löfling
- Loisel. — Jean Loiseleur-Deslongchamps
- Lojac. — Michele Lojacono-Pojero
- Lönnrot — Elias Lönnrot
- Looser — Gualterio Looser
- Loret — Henri Loret
- Lotsy — Johannes Paulus Lotsy
- Loudon — John Claudius Loudon
- Lour. — João de Loureiro
- Lourteig — Alicia Lourteig
- Lowe — Richard Thomas Lowe
- L.Thienem. — Ludwig Thienemann
- Ludw. — Christian Gottlieb Ludwig
- Luer — Carlyle August Luer
- Luerss. — Christian Luerssen
- Lutken — Christian Frederik Lütken
- L.Vaill. — Léon Vaillant
- Lynch — Richard Irwin Lynch
- Lyngb. — Hans Christian Lyngbye

## M
- Mabille — Jules Paul Mabille
- Macfad. — James Macfadyen
- Macfarl. — John Muirhead Macfarlane
- MacKee — Hugh Shaw MacKee
- Macklot — Heinrich Christian Macklot
- M.A.Clem. — Mark Alwin Clements
- Macoun — John Macoun
- M.A.Curtis — Moses Ashley Curtis
- Maggs — Christine A. Maggs
- Magnol — Pierre Magnol
- Maguire — Bassett Maguire
- Maiden — Joseph Henry Maiden
- Maire — René Charles Joseph Maire
- Makino — Tomitarô Makino
- Malherbe — Alfred Malherbe
- Malinv. — Louis Jules Ernest Malinvaud
- Manetti — Xaverio Manetti
- Mansf. — Rudolf Mansfeld
- Mantell — Gideon Algernon Mantell
- Manton — Irene Manton
- Maranta — Bartolomeo Maranta
- Marc.-Berti — Luis Marcano-Berti
- Margot — Henri Margot
- Markgr. — Friedrich Markgraf
- Marriott — Neil Marriott
- Marsh — Charles Dwight Marsh
- Marshall — Humphry Marshall
- Marsili — Giovanni M. Marsili
- Mart. — Carl Friedrich Philipp von Martius
- Marta Seq. — Marta Pinto da Silva de Sequeira
- Martinov — Ivan Ivanovič Martinov
- Martyn — Thomas Martyn
- Marum — Martin van Marum
- Massart — Jean Massart
- Masson — Francis Masson
- Mast. — Maxwell Tylden Masters
- Maton — William George Maton
- Matsum. — Jinzô Matsumura
- Matt. — Heinrich Gottfried von Mattuschka
- Matuda — Eizi Matuda
- Maxim. — Carl Maximowicz
- M.Bieb. — Friedrich August Marschall von Bieberstein
- McAlpine — Daniel McAlpine
- McCalla — William McCalla
- M.C.Chang — Mei Chen Chang
- McClure — Floyd Alonzo McClure
- McCormick — Robert McCormick
- M.C.Johnst. — Marshall Conring Johnston
- McKinney — Harold Hall McKinney
- McNabb — Robert Francis Ross McNabb
- McVaugh — Rogers McVaugh
- Medik. — Friedrich Kasimir Medikus
- Meigen — Johann Wilhelm Meigen
- Meisn. — Carl Daniel Friedrich Meissner
- Melch. — Hans Melchior
- Me.Lemoine — Marie Lemoine
- Melvill — James Cosmo Melvill
- Mendel — Gregor Mendel
- Mendonça — Francisco de Ascensão Mendonça
- Menge — Franz Anton Menge
- Menzies — Archibald Menzies
- Mereschk. — Konstantin Sergejewitsch Mereschkowski
- Merr. — Elmer Drew Merrill
- Merrem — Blasius Merrem
- Mert. — Franz Carl Mertens
- Mesnil — Félix Mesnil
- Mett. — Georg Heinrich Mettenius
- Meyen — Franz Julius Ferdinand Meyen
- Mez — Carl Christian Mez
- Michx. — André Michaux
- Middend. — Alexander von Middendorff
- Miers — John Miers
- Mig. — Emil Friedrich August Walther Migula
- Miki — Shigeru Miki
- Mildbr. — Gottfried Wilhelm Johannes Mildbraed
- Mill. — Philip Miller
- Millardet — Pierre Marie Alexis Millardet
- Millsp. — Charles Frederick Millspaugh
- Miq. — Friedrich Anton Wilhelm Miquel
- Mirb. — Charles-François Brisseau de Mirbel
- Mitch. — John Mitchell
- M.Kuhlm. — Moysés Kuhlmann
- M.Lemoine — Marcel Lemoine
- Moc. — José Mariano Mociño
- Moench — Conrad Moench
- Mohl — Hugo von Mohl
- Möhring — Paul Heinrich Gerhard Möhring
- Molina — Juan Ignacio Molina
- Monod — Théodore Monod
- Mont. — Jean Pierre François Camille Montagne
- Montrouz. — Xavier Montrouzier
- Moq. — Horace Bénédict Alfred Moquin-Tandon
- Moraes — Mónica Moraes fl. 1950
- Moraldo — Benito Moraldo
- Morat — Philippe Morat
- Morelet — Pierre Marie Arthur Morelet
- Moretti — Giuseppe Moretti
- Morière — Jules Morière
- Morison — Robert Morison
- Moritzi — Alexandre Moritzi
- Morley — Thomas Morley
- Morong — Thomas Morong
- Mouill. — Pierre Mouillefert
- M.Roem. — Max Joseph Roemer
- M.Seq. — Miguel Sequeira
- M.Serres — Pierre Marcel Toussaint de Serres
- Muhl. — Henry Ernest Muhlenberg
- Müll.Arg. — Johannes Müller Argoviensis
- Müll.Stuttg. — Karl Müller
- Müll.-Thurg. — Hermann Müller Thurgau
- Münchh. — Otto von Münchhausen
- Munro — William Munro
- Murb. — Svante Samuel Murbeck
- Murray — Johan Andreas Murray
- Murrill — William Alphonso Murrill
- Muss.Puschk. — Apollo Mussin-Pushkin
- Mutis — José Celestino Bruno Mutis y Bosio
- M.Verlaque — Marc Verlaque
- M.Vilm. — Auguste Louis Maurice Lévêque de Vilmorin
- M.W.Chase — Mark Wayne Chase
- M.Williams — Margot Williams

## N
- Nägeli — Karl Wilhelm von Nägeli
- Nakai — Takenoshin Nakai
- Nardo — Giovanni Domenico Nardo
- Nash — George Valentine Nash
- Naud. — Charles Victor Naudin
- N.Bernard — Noël Bernard
- N.E.Br. — Nicholas Edward Brown
- Neck. — Noël Martin Joseph de Necker
- Née — Luis Née
- Nees — Christian Gottfried Daniel Nees von Esenbeck
- Neger — Franz Wilhelm Neger
- Nelson — David Nelson
- Nevski — Sergei Arsenjevič Nevskiǐ
- Newb. — John Strong Newberry
- Newman — Edward Newman
- N.Hallé — Nicolas Hallé
- Niebuhr — Carsten Niebuhr
- Nied. — Franz Josef Niedenzu
- Nissole — Guillaume Nissole
- Nitzsch — Christian Ludwig Nitzsch
- Nois. — Louis Claude Noisette
- Noordel. — Machiel Evert Noordeloos
- Nordm. — Alexander von Nordmann
- N.Rosén — Nils Rosén
- N.Taylor — Norman Taylor
- N.T.Sauss. — Nicolas Théodore de Saussure
- Nutt. — Thomas Nuttall
- Nyl. — Wilhelm Nylander
- Nyman — Carl Fredrik Nyman

## O
- Oakes — William Oakes
- O.Berg — Otto Karl Berg
- Ochyra — Ryszard Ochyra
- O.Deg. — Otto Degener
- Oerst. — Anders Sandoe Oersted
- O.E.Schulz — Otto Eugen Schulz
- O.F.Müll. — Otto Friedrich Müller
- Ohashi — Hiro Ohashi
- Ohwi — Jisaburo Ohwi
- O.J.Rudbeck — Olaus Johannis Rudbeck
- Okamura — Kintaro Okamura
- Oken — Lorenz Oken
- Olde — Peter Olde
- Oliv. — Daniel Oliver
- Olivier — Guillaume-Antoine Olivier
- Olmstead — Richard Glenn Olmstead
- Olmsted — Frederick Law Olmsted
- O.O.Rudbeck — Olaus Olai Rudbeck
- Orb. — Alcide Charles Victor Dessalines d'Orbigny
- Ortega — Casimiro Gómez de Ortega
- Osbeck — Pehr Osbeck
- O.Targ.Tozz. — Ottaviano Targioni Tozzetti
- Otth — Carl Adolf Otth
- Oudem. — Cornelius Anton Jan Abraham Oudemans

## P
- Pabst — Guido Frederico João Pabst
- Packard — Alpheus Spring Packard
- P.A.Dang. — Pierre Clément Augustin Dangeard
- Palam. — Emanuel Palamarev
- Pall. — Peter Simon Pallas
- Palla — Eduard Palla
- Palmer — Edward Palmer
- Pancher — Jean Armand Isidore Pancher
- Pančić — Josif Pančić
- Pantu — Zacharia C. Panţu
- Panz. — Georg Wolfgang Franz Panzer
- Parkinson — Sydney Parkinson
- Parl. — Filippo Parlatore
- Parm. — Antoine Auguste Parmentier
- Parrot — Johann Jacob Friedrich Wilhelm Parrot
- Parry — Charles Christopher Parry
- Pa.Savi — Paolo Savi
- Pascher — Adolf Pascher
- Pass. — Giovanni Passerini
- Passy — Antoine François Passy
- Pat. — Narcisse Théophile Patouillard
- Paterson — William Paterson
- Patrin — Eugène Louis Melchior Patrin
- Pau — Carlos Pau
- Paulet — Jean-Jacques Paulet
- Pauquy — Charles Louis Constant Pauquy
- Pav. — José Antonio Pavón
- Pavar. — Giovanni Luigi Pavarino
- Pax — Ferdinand Albin Pax
- Paxton — Joseph Paxton (1803-1865)
- P.Allorge — Pierre Allorge
- P.Beauv. — Ambroise Marie François Joseph Palisot de Beauvois
- P.Bertrand — Paul Bertrand
- P.Browne — Patrick Browne
- P.C.Silva — Paul Claude Silva
- P.Delforge — Pierre Delforge
- P.Duncan — Peter Martin Duncan
- Pearse — Arthur Sperry Pearse
- Peattie — Donald Culross Peattie
- Peck — Charles Horton Peck
- Pegler — David Norman Pegler
- Pennant — Thomas Pennant
- Pennell — Francis Whittier Pennell
- Pepin — Pierre Denis Pépin
- Perini — Carlo Perini
- Perleb — Karl Julius Perleb
- Perrault — Claude Perrault
- Perrine — Henry Perrine
- Pers. — Christiaan Hendrik Persoon
- Petersen — Otto George Petersen
- Pfeff. — Wilhelm Friedrich Philipp Pfeffer
- Pfeiff. — Ludwig Karl Georg Pfeiffer
- Pfender — Juliette Pfender
- P.F.Hunt — Peter Francis Hunt
- Pfitzer — Ernst Hugo Heinrich Pfitzer
- P.Fourn. — Paul Victor Fournier
- Phil. — Rodolfo Armando Philippi
- Philipson — William Raymond Philipson
- Pichon — Marcel Pichon
- Pickett — Fermen Layton Pickett
- Picq. — Charles Armand Picquenard
- Pic.Serm. — Rodolfo Emilio Giuseppe Pichi-Sermolli
- Pierre — Jean Baptiste Louis Pierre
- Pillans — Neville Stuart Pillans
- Pio — Giovanni Battista Pio
- Piper — Charles Vancouver Piper
- Pires — João Murça Pires
- P.J.Adey — Patricia J. Adey
- P.J.Bergius — Peter Jonas Bergius
- P.J.L.Dang. — Pierre Jean Louis Dangeard
- P.Karst. — Petter Adolf Karsten
- P.Kumm. — Paul Kummer
- Planch. — Jules Émile Planchon
- Plenck — Joseph Jacob von Plenck
- Plum. — Charles Plumier
- P.-M.L.Jaeger — Peter-Martin Lind Jaeger
- Poche — Franz Poche
- Pocta — Filip Počta
- Podlech — Dieter Podlech
- Poepp. — Eduard Friedrich Poeppig
- Poir. — Jean-Louis Marie Poiret
- Poiss. — Henri Louis Poisson
- Poit. — Pierre-Antoine Poiteau
- Poivre — Pierre Poivre
- Polhill — Roger Marcus Polhill
- Pollich — Johann Adam Pollich
- Pollock — James Barklay Pollock
- Pomel — Nicolas Auguste Pomel
- Pomerl. — René Pomerleau
- Porter — Thomas Conrad Porter
- Porto — Paulo de Campos Porto
- Pouchet — Félix Archimède Pouchet
- Pourr. — Pierre André Pourret
- Pouzar — Zdenek Pouzar
- P.Parm. — Paul Évariste Parmentier
- Praeger — Rober Lloyd Praeger
- Prain — David Prain
- Prance — Ghillean Tolmie Prance
- Prantl — Karl Anton Eugen Prantl
- Preble — Edward Alexander Preble
- P.Renault — Pierre Antoine Renault
- Presl — Karl Borzowoj Presl
- Pridgeon — Alec M. Pridgeon
- Prill. — Édouard Ernest Prillieux
- Pringsh. — Nathanael Pringsheim
- Prins.Geerl. — Hendrik Coenraad Prinsen Geerligs
- Prosk. — Johannes Max Proskauer
- Prov. — Léon Abel Provancher
- Prowazek — Stanislaus von Prowazek
- P.Royen — Pieter van Royen
- Pruski — John Francis Pruski
- P.Russell — Patrick Russell
- P.Sarasin — Paul Benedict Sarasin
- P.Selby — Prideaux John Selby
- P.S.Green — Peter Shaw Green
- P.Silva — António Rodrigo Pinto da Silva
- Puerari — Marc Nicolas Puerari
- Pult. — Richard Pulteney
- Pursh — Frederick Traugott Pursh
- P.W.Lund — Peter Wilhelm Lund
- Pyck — Nancy Pyck

## Q
- Q.J.P.Silva — Quitéria Jesus Gonçalves Pinto da Silva
- Quaint. — Altus Lacy Quaintance
- Quentin — P. Quentin
- Quisumb. — Eduardo Quisumbing y Arguelles
- Quoy — Jean René Constant Quoy

## R
- Rabenh. — Gottlob Ludwig Rabenhorst
- Racov. — Andrei Racovitza
- Radde — Gustav Radde
- Raddi — Giuseppe Raddi
- Radford — Albert Ernest Radford
- Radlk. — Ludwig Adolph Timotheus Radlkofer
- Raf. — Constantine Samuel Rafinesque
- Raffles — Thomas Stamford Raffles
- R.A.Howard — Richard Alden Howard
- Ralfs — John Ralfs
- Ramond — Louis Ramond de Carbonnières
- Raoul — Étienne Fiacre Louis Raoul
- Rataj — Karel Rataj
- Ratzeb. — Julius Theodor Christian Ratzeburg
- Raunk. — Christen Christiansen Raunkiær
- Rauwenh. — Nicolas Willem Pieter Rauwenhoff
- Rauwolff — Leonhard Rauwolf
- Ravenel — Henry William Ravenel
- Ravenna — Pierfelice Ravenna
- Ray — John Ray
- Raym.-Hamet — Raymond-Hamet
- R.A.Young — Robert Armstrong Young
- R.Br. — Robert Brown
- Rchb. — Heinrich Gottlieb Ludwig Reichenbach
- Rchb.f. — Heinrich Gustav Reichenbach
- R.C.Starr — Richard Cawthorn Starr
- R.Dahlgren — Rolf Martin Theodor Dahlgren
- Read — Robert William Read
- Redouté — Pierre-Joseph Redouté
- Regel — Eduard von Regel
- Rehder — Alfred Rehder
- Reiche — Karl Friedrich Reiche
- Reinke — Johannes Reinke
- Reinw. — Caspar Georg Carl Reinwardt
- Renault — Bernard Renault
- Rendle — Alfred Barton Rendle
- R.Engel — R. Engel
- R.E.Schult. — Richard Evans Schultes
- Req. — Esprit Requien
- Retz. — Anders Jahan Retzius
- Reut. — Georges François Reuter
- Reveal — James Lauritz Reveal
- Reyger — Jan Gotfryd Reyger
- Reynolds — Gilbert Westacott Reynolds
- R.González. — Roberto González Tamayo
- R.H.Schomb. — Robert Hermann Schomburgk
- Rich. — Louis Claude Richard
- Richardson — John Richardson
- Rich.Bell. — Pierre Richer de Belleval
- Ricken — Adalbert Ricken
- Riddell — John Leonard Riddell
- Ridl. — Henry Nicholas Ridley
- Riedel — Ludwig Riedel
- Risso — Antoine Risso
- Rivière — Marie Auguste Rivière
- R.K.Jansen — Robert K. Jansen
- R.Lesson — René Primevère Lesson
- R.M.Bateman — Richard M. Bateman
- R.M.Crawford — Richard M. Crawford
- R.M.King — Robert Merrill King
- R.M.Patrick — Ruth Myrtle Patrick
- R.M.Sm. — Rosemary Margaret Smith
- Roberg — Lars Roberg
- Roberge — Michael Robert Roberge
- Robertson — David Robertson
- Rock — Joseph Rock
- Rodigas — Émile Rodigas
- Roem. — Johann Jakob Römer
- Rohde — Michael Rohde
- Rol. — Daniel Rolander
- Rolfe  — Robert Allen Rolfe
- Rollins — Reed Clark Rollins
- Romagn. — Henri Charles Louis Romagnesi
- Romans — Bernard Romans
- Ronse Decr. — Louis-Philippe Ronse Decraene
- Roscoe — William Roscoe
- Rose — Joseph Nelson Rose
- Rosell. — Ferdinando Rosellini
- Rosenstein — Nils Rosenstein — espécies descritas até 1732.
- Rosenv. — Janus Lauritz Andreas Kolderup Rosenvinge
- Roth — Albrecht Wilhelm Roth
- Rothm. — Werner Hugo Paul Rothmaler
- Rothman — Göran Rothman
- Rottler — Johan Peter Rottler
- Round — Frank Eric Round
- Rousseau — Jean-Jacques Rousseau
- Roussel — Henri François Anne de Roussel
- Roxb. — William Roxburgh
- Royen — Adriaan van Royen
- Rozier — François Rozier
- R.R.Gates — Reginald Ruggles Gates
- R.Singer — Roberto Bustus Singer
- R.Trimen — Roland Trimen
- Rudolphi — Karl Asmund Rudolphi
- Ruiz — Hipólito Ruiz López
- Rumph. — Georg Everhard Rumphius
- Rüppell — Wilhelm Peter Eduard Simon Rüppell
- Ruppius — Heinrich Bernhard Rupp
- Rupr. — Franz Josef Ivanovich Ruprecht
- Ruschi — Augusto Ruschi
- R.Vilm. — Roger Marie Vincent Philippe Lévêque de Vilmorin
- R.Wilczek — Rudolf Wilczek
- Rydb. — Per Axel Rydberg

## S
- Sabine — Joseph Sabine
- Sacc. — Pier Andrea Saccardo
- Sachs — Julius von Sachs
- Safford — William Edwin Safford
- Sageret — Augustin Sageret
- S.A.Graham — Shirley Ann Tousch Graham
- Salisb. — Richard Anthony Salisbury
- Salm-Dyck — Joseph Franz Maria Anton Hubert Ignatz Fürst zu Salm-Reifferscheid-Dyck
- Salter — Samuel James Augustus Salter
- Salvin — Osbert Salvin
- Salzm. — Philipp Salzmann
- Samp. — Gonçalo Sampaio
- Sandwith — Noel Yvri Sandwith
- San Felice — Francesco San Felice
- Sarg. — Charles Sprague Sargent
- Sauss. — Horace-Bénédict de Saussure
- Sauvages — François Boissier de Sauvages de Lacroix
- Savi — Gaetano Savi
- Savigny — Jules-César Savigny
- Say — Thomas Say
- Schaeff. — Jacob Christian Schäffer
- Schafh. — Karl Emil von Schafhäutl
- Schauer — Johannes Conrad Schauer
- Sch.Bip. — Carl Heinrich Schultz Bipontinus
- Scheff. — Rudolph Herman Christiaan Carel Scheffer
- Scherb. — Johannes Scherbius
- Schiede — Christian Julius Wilhelm Schiede
- Schikora — Friedrich Schikora
- Schimp. — Guillaume Philippe (Wilhelm Philipp) Schimper
- Schischk. — Boris Konstantinovich Schischkin
- Schkuhr — Christian Schkuhr
- Schleich. — Johann Christoph Schleicher
- Schleid. — Matthias Jakob Schleiden
- Schljakov — Roman Nicolaevich Schljakov
- Schloth. — Ernst Friedrich von Schlotheim
- Schltdl. — Diederich Franz Leonhard von Schlechtendal
- Schltr. — Friedrich Richard Rudolf Schlechter
- Schmidel — Casimir Christoph Schmidel
- Schmidt — Franz Schmidt
- Schnizl. — Adalbert Carl Friedrich Hellwig Conrad Schnizlein
- Schodde — Richard Schodde
- Schoenef. — Wladimir de Schœnefeld
- Scholler — Friedrich Adam Scholler
- Schott — Heinrich Wilhelm Schott
- Schouw — Joakim Frederik Schouw
- Schrad. — Heinrich Adolph Schrader
- Schrank — Franz von Paula Schrank
- Schreb. — Johann Christian Daniel von Schreber
- Schröt. — Carl Joseph Schröter
- Schub. — Gotthilf Heinrich von Schubert
- Schult. — Josef August Schultes
- Schult.f. — Julius Hermann Schultes
- Schwantes — Martin Heinrich Gustav Schwantes
- Schweigg. — August Friedrich Schweigger
- Schwein. — Lewis David von Schweinitz
- Schweinf. — Georg August Schweinfurth
- Schwend. — Simon Schwendener
- Scop. — Giovanni Antonio Scopoli
- S.Dale — Samuel Dale
- S.D.Sundb. — Scott D. Sundberg
- Secr. — Louis Secretan
- Seem. — Berthold Carl Seemann
- Ség. — Jean-François Séguier
- Sellow — Friedrich Sellow
- Sendt. — Otto Sendtner
- Seneb. — Jean Senebier
- Senft — Christian Carl Friedrich Ferdinand Senft
- Senghas — Karlheinz Senghas
- Ser. — Nicolas Charles Seringe
- Serebr. — T. J. Serebrjakova
- Sessé — Martin de Sessé y Lacasta
- Seub. — Moritz August Seubert
- Seward — Albert Charles Seward
- S.F.Blake — Sidney Fay Blake
- S.G.Gmel. — Samuel Gottlieb Gmelin
- Shaler — Nathaniel Southgate Shaler
- Shear — Cornelius Lott Shear
- Sherard — William Sherard
- Sherff — Earl Edward Sherff
- Shibata — Keita Shibata
- Shipley — Arthur Everett Shipley
- Sibth. — John Sibthorp
- Sieber — Franz Wilhelm Sieber
- Siebold — Philipp Franz von Siebold
- Siesm. — Franz Heinrich Siesmayer
- Simmons — Hermann George Simmons
- Simpson — Charles Torrey Simpson
- Sims — John Sims
- Singer — Rolf Singer
- Skipw. — John Peyton Skipworth
- Skottsb. — Carl Johan Fredrik Skottsberg
- S.Koehler — Samantha Koehler
- S.Krasch. — Stephan Petrovich Krascheninnikov
- Skutch — Alexander Frank Skutch
- Sloane — Hans Sloane
- Sm. — James Edward Smith
- Small — John Kunkel Small
- Soderstr. — Thomas Robert Soderstrom
- Sol. — Daniel Solander
- Soldano — Adriano Soldano
- Solms — Hermann Maximilian Carl Ludwig Friedrich zu Solms-Laubach
- Sommier — Carlo Pietro Stefano Sommier
- Sond. — Otto Wilhelm Sonder
- Songeon — André Songeon
- Sonn. — Pierre Sonnerat
- Sonnini — Charles-Nicolas-Sigisbert Sonnini de Manoncourt
- Soó — Károly Rezsö Soó von Bere
- Sordelli — Ferdinando Sordelli
- Soul.-Bod. — Étienne Soulange-Bodin
- Sowerby — James Sowerby
- Spach — Édouard Spach
- Spaend. — Gérard van Spaendonck
- Spall. — Lazzaro Spallanzani
- Sparrm. — Anders Sparrman
- Speg. — Carlo Luigi Spegazzini
- Sprague — Thomas Archibald Sprague
- Spreng. — Kurt Sprengel
- Sprenger — Carl Ludwig Sprenger
- Spring — Anton Friedrich Spring
- Spruce — Richard Spruce
- Stackh. — John Stackhouse
- St.-Amans — Jean Florimond Boudon de Saint-Amans
- Standl. — Paul Carpenter Standley
- Stapf — Otto Stapf
- Stapleton — Christopher Mark Adrian Stapleton
- Staude — Friedrich Staude
- Stauffer — Hans Ulrich Stauffer
- Staunton — George Leonard Staunton
- S.T.Blake — Stanley Thatcher Blake
- Stearn — William Thomas Stearn
- Stebbins — George Ledyard Stebbins
- Steenis — Cornelis Gijsbert Gerrit Jan van Steenis
- Steller — Georg Wilhelm Steller
- Sternb. — Kaspar Maria von Sternberg
- Steud. — Ernst Gottlieb von Steudel
- Steven — Christian von Steven
- Stiles — Charles Wardell Stiles
- Stizenb. — Ernst Stizenberger
- Stockey — Ruth A. Stockey
- Stokes — Jonathan S. Stokes
- Stoliczka — Ferdinand Stoliczka
- Strasb. — Eduard Adolf Strasburger
- Strøm — Hans Strøm
- Stuart — John Stuart Bute
- Sturm — Jacob Sturm
- Sturtev. — Edward Lewis Sturtevant
- Sudw. — George Bishop Sudworth
- Suess. — Karl Suessenguth
- Sull. — William Starling Sullivant
- Summerh. — Victor Samuel Summerhayes
- Suriray — Jacques Simon Amand Suriray
- Svent. — Eric Ragnor Sventenius
- Sw. — Olof Peter Swartz
- Swainson — William John Swainson
- S.Watson — Sereno Watson
- Sweet — Robert Sweet
- Swingle — Walter Tennyson Swingle
- Swinhoe — Robert Swinhoe
- Szlach. — Dariusz Szlachetko
- Szyszyl. — Ignaz von Szyszylowicz

## T
- T.A.Chr. — Tyge Ahrengot Christensen
- T.A.Conrad — Timothy Abbott Conrad
- Takht. — Armen Leonovich Takhtajan
- Tanaka — Tyôzaburô Tanaka
- T.Anderson — Thomas Anderson
- Tansley — Arthur George Tansley
- Targ.Tozz. — Giovanni Targioni Tozzetti
- Tarnstrom — Christopher Tärnström
- Taub. — Paul Hermann Wilhelm Taubert
- T.Durand — Théophile Alexis Durand
- Teijsm. — Johannes Elias Teijsmann
- Templeton — John Templeton
- Ten. — Michele Tenore
- Tessier — Henri Alexandre Tessier
- T.F.Forst. — Thomas Furly Forster
- Thaer — Albrecht Daniel Thaer
- Thell. — Albert Thellung
- Th.Fr. — Theodor Magnus Fries
- Thib.Chanv. — Jean-Baptiste Thibault de Chanvalon
- Thiéry Mén. — Nicolas Joseph Thiéry de Ménonville
- Thomé — Otto Wilhelm Thomé
- Thomson — Thomas Thomson
- Thonn. — Peter Thonning
- Thore — Jean Thore
- Thorne — Robert Folger Thorne
- Thouars — Louis Marie Aubert Du Petit-Thouars
- Thouin — André Thouin
- Thuill. — Jean-Louis Thuillier
- Thunb. — Carl Peter Thunberg
- Thur. — Gustave Adolphe Thuret
- Thwaites — George Henry Kendrick Thwaites
- T.H.Wen — Tai Hui Wen
- Tiegh. — Philippe Édouard Léon Van Tieghem
- Tilesius — Wilhelm Gottlieb von Tilesius von Tilenau
- Tiling — Heinrich Sylvester Theodor Tiling
- Tineo — Vincenzo Tineo
- T.Johnson — Thomas Johnson
- T.Knight — Thomas Andrew Knight
- T.Lestib. — Gaspard Thémistocle Lestiboudois
- T.Lobb — Thomas Lobb
- T.M.Harris — Thomas Maxwell Harris
- T.Moore — Thomas Moore
- T.Nees — Theodor Friedrich Ludwig Nees von Esenbeck
- Tod. — Agostino Todaro
- Toml. — Philip Barry Tomlinson
- Torén — Olof Torén
- Torr. — John Torrey
- Tourn. — Joseph Pitton de Tournefort
- Tourr. — Marc Antoine Louis Claret de La Tourrette
- Trad. — John Tradescant
- Traill — George William Traill
- Tratt. — Leopold Trattinnick
- Traub — Hamilton Paul Traub
- Trautv. — Ernst Rudolf von Trautvetter
- Trécul — Auguste Adolphe Lucien Trécul
- T.R.Dudley — Theodore Robert Dudley
- Trel. — William Trelease
- Treub — Melchior Treub
- Trevir. — Ludolph Christian Treviranus
- Trevis. — Vittore Benedetto Antonio Trevisan de Saint-Léon
- Trew — Christoph Jakob Trew
- Triana — José Jerónimo Triana
- Trimen — Henry Trimen
- Trin. — Carl Bernhard von Trinius
- Tristram — Henry Baker Tristram
- Trotter — Alessandro Trotter
- Tscherm.-Seys. — Erich von Tschermak-Seysenegg
- Tswett — Mikhail Semenovich Tswett
- Tuck. — Edward Tuckerman
- Tul. — Edmond Tulasne
- Turcz. — Porphir Kiril Nicolai Stepanowitsch Turczaninow
- Turesson — Göte Wilhelm Turesson
- Turner — Dawson Turner
- Turpin — Pierre Jean François Turpin
- Turra — Antonio Turra
- Turrill — William Bertram Turrill
- Tutin — Thomas Gaskell Tutin

## U
- U.Hamann — Ulrich Hamann
- Unger — Franz Unger
- Urb. — Ignatz Urban

## V
- Vahl — Martin Vahl
- Vaill. — Sébastien Vaillant
- Valeton — Theodoric Valeton
- Valmont — Jacques-Christophe Valmont de Bomare
- Vand. — Domenico Agostino Vandelli
- van den Berg Cássio van den Berg
- van Geert — Auguste Van Geert
- Vaucher — Jean Pierre Étienne Vaucher
- Vasc. — João de Carvalho e Vasconcelos
- Vavilov — Nikolai Vavilov
- V.B.Stewart — Vern Bonham Stewart
- V.D.Roth — Vincent Daniel Roth
- Veillon — Jean-Marie Veillon
- Vell. — José Mariano da Conceição Velloso
- Vent. — Étienne Pierre Ventenat
- Venturi — Gustavo Venturi
- Verdc. — Bernard Verdcourt
- Vest — Lorenz Chrysanth von Vest
- Vict. — Marie-Victorin
- Vierh. — Friedrich Vierhapper
- Vig. — Louis Guillaume Alexandre Viguier
- Vill. — Dominique Villars
- Vines — Sydney Howard Vines
- Virey — Julien-Joseph Virey
- Vis. — Roberto de Visiani
- Vittad. — Carlo Vittadini
- Viv. — Domenico Viviani
- V.M.L.Kellogg — Vernon Myman Lyman Kellogg
- Voigt — Joachim Johann Otto Voigt
- Voss — Andreas Voss
- Vuill. — Jean Paul Vuillemin

## W
- Waddell — Coslett Herbert Waddell
- Wahlenb. — Göran Wahlenberg
- Waldst. — Franz de Paula Adam von Waldstein
- Wall. — Nathaniel Wallich
- Wallace — Alfred Russel Wallace
- Walp. — Wilhelm Gerhard Walpers
- Walter — Thomas Walter
- W.Anderson — William Anderson
- Warb. — Otto Warburg
- Warm. — Johannes Eugenius Bülow Warming
- Watson — William Watson
- Watts — William Walter Watts
- W.Bartram — William Bartram
- W.B.Carp. — William Benjamin Carpenter
- W.Becker — Wilhelm Becker
- W.Bull — William Bull
- W.C.Cheng — Wan Chun Cheng
- W.D.J.Koch — Wilhelm Daniel Joseph Koch
- Webb — Philip Barker Webb
- Weber — Georg Heinrich Weber
- Weber Bosse — Anna Antoinette Weber-van Bosse
- Wedd. — Hugh Algernon Weddell
- Weigel — Christian Ehrenfried Weigel
- Weihe — Carl Ernst August Weihe
- Weism. — August Weismann
- Welw. — Friedrich Welwitsch
- W.E.Manning — Wayne Eyer Manning
- Went — Friedrich August Ferdinand Christian Went
- Werderm. — Erich Werdermann
- Wesm. — Alfred Wesmael
- Westc. — Frederic Westcott
- Westling — Per Richard Westling
- Wettst. — Richard Wettstein
- W.G.Jones — Wyn G. Jones
- W.G.Sm. — Worthington George Smith
- W.H.Brewer — William Henry Brewer
- W.H.Duncan — Wilbur Howard Duncan
- Wherry — Edgar Theodore Wherry
- Whitel. — Thomas Whitelegge
- Whittaker — Robert Harding Whittaker
- W.H.Lang — William Henry Lang
- W.Hochst. — Wilhelm Christian Hochstetter
- W.Hook. — William Jackson Hooker
- W.Hunter — William Hunter
- W.H.Wagner — Warren Herbert Wagner
- Wied-Neuw. — Maximilian zu Wied-Neuwied
- Wiesner — Julius von Wiesner
- Wigand — Albert Wigand
- Wight — Robert Wight
- Wilbur — Robert Lynch Wilbur
- Wilkin — Paul Wilkin
- Will. — William Crawford Williamson
- Willd. — Carl Ludwig Willdenow
- Willis — John Christopher Willis
- Willk. — Heinrich Moritz Willkomm
- Windham — Michael Windham
- Winterl — József Jakab Winterl
- With. — William Withering
- Wittm. — Ludwig Wittmack
- W.J.Schrenk — W.J. Schrenk
- W.L.Culb. — William Louis Culberson
- W.Lobb — William Lobb
- W.MacGill. — William MacGillivray
- W.M.Curtis — Winifred Mary Curtis
- Wm.G.Sm. — William Gardner Smith
- Wolf — Nathanael Matthaeus von Wolf
- Woodw. — Thomas Jenkinson Woodward
- Woolls — William Woolls
- Wooton — Elmer Ottis Wooton
- Woronow — Georg Jurij Nikolaewitch Woronow
- W.Stearns Winfrid Alden Stearns
- W.Saunders — William Saunders
- W.Stone — Witmer Stone
- W.T.Aiton — William Townsend Aiton
- Wulfen — Franz Xaver von Wulfen
- Wurmb — Friedrich von Wurmb
- W.V.Br. — Walter Varian Brown
- W.W.Bailey — William Whitman Bailey
- W.Wight — William Franklin Wight
- W.Wright — William Wright
- W.W.Sm. — William Wright Smith
- W.Zimm. — Walter Max Zimmermann

## X
- Xhonneux — Guy Xhonneux
- X.L.Chen — Xin Lu Chen
- Ximenes Bolsanello — Renato Ximenes Bolsanello

## Z
- Zabel — Hermann Zabel
- Zanardini — Giovanni Zanardini
- Zea — Francisco Antonio Zea
- Zinn — Johann Gottfried Zinn
- Zoll. — Heinrich Zollinger
- Zopf — Friedrich Wilhelm Zopf
- Zorn — Johann Zorn
- Zucc. — Joseph Gerhard Zuccarini
- Zuccagni — Attilio Zuccagni